# Anarchia (storia inglese)
L'Anarchia (in inglese The Anarchy) è stata una guerra civile combattuta in Inghilterra tra il 1135 e il 1154 fra i sostenitori della figlia di Enrico I, l'imperatrice Matilde e quelli di Stefano, nipote di Guglielmo il Conquistatore.
Enrico I, rimasto senza eredi maschi in seguito al naufragio della Nave Bianca (White Ship), fece giurare ai baroni del regno che avrebbero accettato la successione al trono della figlia Matilde. Tuttavia alla sua morte Stefano si fece incoronare re da William de Corbeil, arcivescovo di Canterbury.
Durante i primi anni della guerra nessuna delle due parti riuscì a prevalere sull'altra: Matilde prese possesso del Sud-ovest dell'Inghilterra, compresa una buona parte della valle del Tamigi, mentre Stefano rimase in controllo del Sud-est. Nel 1141 Stefano venne catturato durante la battaglia di Lincoln, causando il collasso della sua autorità in buona parte del Paese, ma durante l'incoronazione di Matilde la folla di Londra si rivelò ostile nei suoi confronti, costringendola a lasciare la città. Poco dopo Robert di Gloucester, fratellastro di Matilde, venne a sua volta catturato nella disfatta di Winchester e le due parti scambiarono così i prigionieri.
Goffredo V d'Angiò, marito di Matilde, conquistò la Normandia e venne riconosciuto come legittimo signore da parte di re Luigi VII di Francia. Nel 1148 l'imperatrice ritornò in Normandia, lasciando così la lotta a suo figlio Enrico. Stefano tentò invano di far riconoscere il primogenito Eustachio come legittimo successore da parte della Chiesa.
Quando Enrico Plantageneto invase l'Inghilterra nel 1153 entrambe le fazioni erano ormai stremate dalla guerra. In seguito a una limitata campagna e all'assedio di Wallingford, Enrico e Stefano giunsero a un accordo e siglarono il trattato di Wallingford, in cui il re riconobbe Enrico come suo legittimo erede. Stefano morì l'anno successivo e il giovane figlio di Matilde ascese al trono come Enrico II, diventando così il primo re plantageneto. Di conseguenza iniziò un lungo periodo di ricostruzione dopo quasi venti anni di guerra civile.

## Origini del conflitto

### LaNave Bianca
Le origini dell'Anarchia risiedono nella crisi di successione al trono d'Inghilterra e al Ducato di Normandia.
Nell'XI e XII secolo il Nord-ovest della Francia era controllato da numerosi duchi e conti frequentemente in conflitto fra di loro. Nel 1066 uno di questi, il duca Guglielmo II di Normandia, invase a scopo di conquista il ricco regno anglo-sassone d'Inghilterra, spingendosi negli anni seguenti fino al Galles, nel Sud, e nell'Inghilterra settentrionale.
Alla morte di Guglielmo la divisione e il controllo di queste terre divennero problematici e i suoi figli si scontrarono per il predominio. Enrico I d'Inghilterra, figlio di Guglielmo, conquistò il potere in seguito alla morte del fratello maggiore Guglielmo II e successivamente invase e conquistò il Ducato di Normandia, controllato dall'altro fratello Roberto, sconfiggendo le sue armate nella battaglia di Tinchebray. Suo intendimento era il concedere le proprie terre in successione al suo unico figlio legittimo: il diciassettenne Guglielmo Adelin.

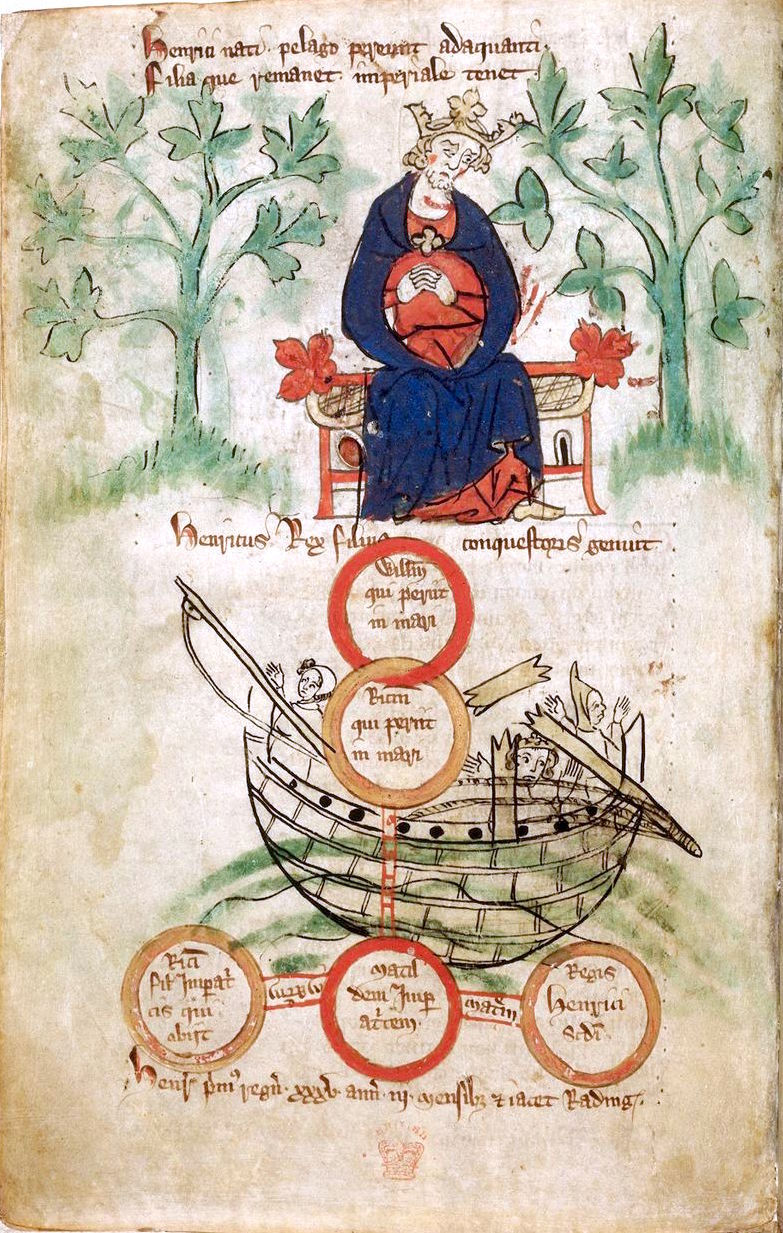
Rappresentazione di Enrico e della Nave Bianca degli inizi del XIV secolo

Gli Anjou, frequenti nemici dei duchi di Normandia e dei duchi di Bretagna e talvolta anche del re stesso, avevano più volte tentato di conquistare il potere nella Francia nord-occidentale. Folco IV d'Anjou ottenne il comando su Turenna, Maine e Nantes, anche se la Turenna fu tra queste l'unica sulla quale il suo governo fu effettivo, come testimonia la costruzione dei castelli di Chinon, Loches e Loudun.
Per rafforzare il proprio potere, Folco IV fece sposare suo figlio Folco V con Eremburga, erede del Maine, per unificarlo con la regione dell'Anjou. Enrico I, a sua volta, tentò di stabilire un'alleanza con l'Anjou contro le Fiandre, facendo sposare il suo unico figlio legittimo, Guglielmo Adelin, con la figlia di Folco V.
Nel 1120 il panorama politico cambiò drammaticamente quando la Nave Bianca (White Ship), partita da Barfleur in Normandia e su cui viaggiava l'erede Adelin, affondò sulla rotta per l'Inghilterra. Circa 300 persone perirono nel naufragio, incluso l'erede al trono. Con la morte di Adelin la successione al trono d'Inghilterra divenne problematica. Le leggi di successione nell'Europa occidentale erano, al tempo, incerte: in alcune parti della Francia, per esempio, la primogenitura maschile era la pratica più popolare, ma in altre regioni europee come Normandia e Inghilterra la terra veniva invece divisa tra tutti i figli così che al maggiore spettavano, solitamente, le porzioni più vaste e più importanti (la cosiddetta "terra patrimoniale"), mentre gli altri ereditavano appezzamenti più discreti, oppure acquisiti più recentemente. Il problema era ulteriormente acuito dalla instabile sequenza di successioni anglo-normanne dei sessant'anni precedenti; nessuna pacifica e indiscussa successione era mai avvenuta fino ad allora.
Con la scomparsa di Guglielmo Adelin, Enrico poteva contare solo un'altra figlia legittima, Matilde, ma i diritti di successione femminile non erano chiaramente sanciti in quel periodo. Nel 1121 Enrico sposò la regina Adeliza, ma la improbabilità per il re di avere un altro figlio maschio legittimo lo spinsero a considerare Matilde come la sua erede designata.
Matilde era stata sposata con Enrico V, Imperatore del Sacro Romano Impero, che morì nel 1125. Si risposò il 17 giugno 1128, a Le Mans, con Goffredo conte d'Angiò, le cui terre confinavano col Ducato di Normandia. Goffredo era tuttavia impopolare fra l'élite anglo-normanna giacché, come governante angioino, era considerato un nemico tradizionale dei Normanni. Allo stesso tempo le tensioni continuavano a crescere come risultato della politica interna di Enrico, in particolare per il gran numero di tassazioni imposte per finanziare le numerose guerre. Il conflitto con i suoi baroni era tuttavia limitato dalla personalità e dalla reputazione del re.
Anche se in passato era accaduto solo una volta che una donna ascendesse al trono (Urraca di Castiglia), Enrico cercò di costruire una base di consenso politico per Matilde sia in Inghilterra sia in Normandia, richiedendo che la corte prestasse giuramento nel 1127 prima e, ancora, nel 1128 e 1131 affinché fosse riconosciuta come nell'immediato alla sua successione e, di conseguenza, i suoi eredi come i legittimi sovrani dopo di lei.
Stefano di Blois fu il primo fra coloro che prestarono giuramento nel 1127. Nonostante tutto, la relazione fra Enrico, Matilde e Goffredo d'Angiò iniziò a incrinarsi rapidamente verso la fine della vita del re. Matilde e Goffredo sospettavano, infatti, che mancasse un appoggio forte in Inghilterra alla loro successione; proposero quindi a Enrico nel 1135, finché era ancora in vita, di consegnare i propri castelli in Normandia a Matilde e insistettero che la nobiltà normanna le prestasse immediato giuramento di fedeltà così da partire da una posizione molto più stabile alla morte del re. Enrico declinò la proposta, probabilmente per la preoccupazione che Goffredo avrebbe tentato di prendere il controllo della Normandia prima di quanto lasciasse intendere.
Allo scoppiò di una ribellione nel Sud della Normandia, Goffredo e Matilde intervennero militarmente in sostegno dei ribelli. Nel mezzo di questo confronto, Enrico I si ammalò improvvisamente e morì nei primi giorni del dicembre 1135 vicino a Lyons-la-Forêt.

### Successione
In seguito alla morte del re il trono non fu tuttavia occupato da sua figlia Matilde, bensì da Stefano di Blois, il che scatenò la guerra civile.
Stefano era figlio di Stefano II Enrico di Blois, uno dei potenti conti del Nord della Francia che aveva sposato Adele di Normandia, figlia di Guglielmo il Conquistatore; perciò Stefano, come del resto Matilde, era nipote del fondatore della dinastia. I suoi genitori erano loro stessi alleati di Enrico, e Stefano, come figlio più giovane senza terre proprie, divenne parte della cerchia di Enrico viaggiando con lui e servendo nelle sue campagne.. Quale ricompensa, ricevette terre e, nel 1125, gli fu concessa in sposa Matilde di Boulogne, che era signora dell'importante porto continentale di Boulogne e di vasti terreni nel Nordovest e Nordest dell'Inghilterra. Nel 1135 Stefano divenne figura di spicco nella società anglo-normanna, mentre il fratello minore, Enrico, acquisì enorme potere diventando vescovo di Winchester, e l'uomo più ricco d'Inghilterra subito dopo il re.
Idea preminente di Enrico di Winchester era l'inversione di quello che percepiva come un'usurpazione, da parte dei re normanni, dei diritti della Chiesa. Quando la notizia della morte di Enrico si sparse, molti potenziali pretendenti al trono non erano ancora preparati: Goffredo e Matilde erano nell'Angiò, supportando, alquanto stranamente, i ribelli nella loro campagna contro l'armata reale che comprendeva molti dei sostenitori di Matilde quali Robert di Gloucester; molti di questi baroni avevano inoltre giurato che sarebbero rimasti in Normandia finché il re non fosse stato propriamente sepolto, il che non permise loro di ritornare in Inghilterra. Goffredo e Matilde colsero inoltre l'opportunità di marciare verso il Sud della Normandia conquistando castelli chiave, dove però si arrestarono, inabili ad avanzare maggiormente. Il fratello maggiore di Stefano, Tebaldo, che era succeduto a suo padre come Conte, era intanto ancora più a sud nel Blois.

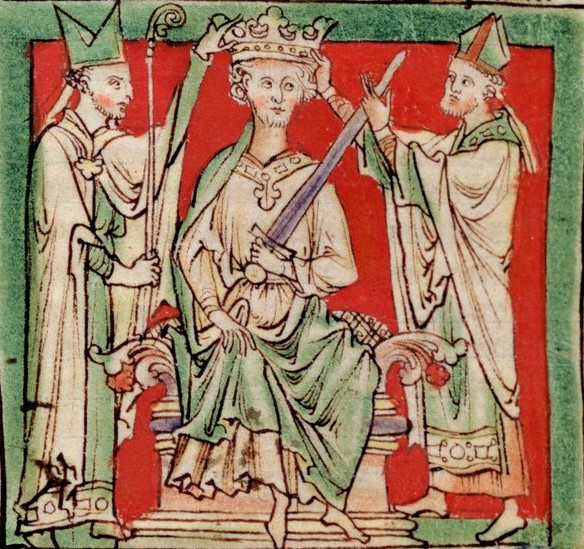
Rappresentazione del XIII secolo in cui viene mostrata l'incoronazione di Stefano

Stefano, tuttavia, era a Boulogne e, quando la notizia della morte del re lo raggiunse, partì immediatamente per l'Inghilterra, accompagnato dai suoi militari. Robert di Gloucester, che presidiava il porto di Dover e la città di Canterbury, rifiutò l'approdo a Stefano al suo arrivo; nondimeno Stefano arrivò ugualmente nella sua proprietà ai confini di Londra l'8 dicembre e nella settimana successiva iniziò ad assumere il controllo dell'Inghilterra.
Il popolo di Londra tradizionalmente rivendicava il diritto di eleggere il re d'Inghilterra e, ritenendo che avrebbe concesso alla città nuovi diritti e privilegi, proclamò Stefano nuovo monarca, rafforzato in tale convincimento da Enrico di Blois che portò il supporto della Chiesa al fratello. Ciò gli permise di avanzare su Winchester dove Roger, vescovo di Salisbury e Lord Cancelliere, diede istruzioni che il tesoro reale fosse consegnato a Stefano.
Il 15 dicembre Enrico di Blois, in cambio del supporto dell'arcivescovo di Canterbury e del legato pontificio, concluse un accordo con il quale Stefano avrebbe concesso maggiori libertà e diritti alla chiesa. Rimaneva ancora da risolvere il problema legato al giuramento prestato da Stefano a supporto di Matilde, ma Enrico di Blois argomentò con convinzione che il defunto re Enrico I d'Inghilterra avesse sbagliato a insistere che la corte prestasse quel giuramento. Enrico di Blois, vescovo di Winchester, argomentò che il giuramento voluto da Enrico I nei confronti di Matilde era stato dettato dalla necessità di proteggere la stabilità del regno e dal caos che sarebbe potuto derivare in caso contrario; ne conseguiva che Stefano sarebbe stato giustificato nell'ignorarlo. Stefano, a sua volta, fu in grado di persuadere Ugo Bigod, aiutante del vecchio re, a giurare che Enrico avrebbe modificato il diritto di successione sul letto di morte, nominando Stefano in luogo della stessa Matilde. Tale dichiarazione spostò anche il supporto dell'arcivescovo Tebaldo di Beck verso Stefano.
L'incoronazione di Stefano a re d'Inghilterra avvenne, per mano di William de Corbeil, la settimana seguente, il 26 dicembre 1135, nell'abbazia di Westminster.
Nel frattempo la nobiltà normanna, temendo che Stefano stesse accumulando suffragi in Inghilterra, si era riunita a Le Neubourg per discutere se proclamare re Tebaldo II di Champagne. I Normanni argomentarono che il Conte, come nipote maggiore di Guglielmo il Conquistatore, avesse più titolo per rivendicare il regno e il ducato e, certamente, sarebbe stato comunque preferibile a Matilde. Tebaldo incontrò i baroni normanni e Robert di Gloucester a Lisieux il 21 dicembre, ma la discussione si interruppe all'improvvisa notizia dall'Inghilterra che Stefano sarebbe stato incoronato il giorno seguente. Tebaldo, che aveva concordato con la proposta normanna di divenire re, scoprì così che il supporto era immediatamente scomparso giacché i baroni non erano preparati a opporsi a Stefano per supportare la divisione dell'Inghilterra e della Normandia. Il nuovo re risarcì finanziariamente Tebaldo, che rimase nel Blois e supportò la successione del fratello.

## La strada verso la guerra

### Il nuovo regime (1135-1138)
Nell'immediatezza dell'incoronazione, Stefano dovette intervenire nel Nord dell'Inghilterra: Davide I di Scozia, fratello della prima moglie di Enrico I e zio di Matilde, alla morte del re aveva infatti invaso il Nord prendendo Carlisle, Newcastle e altri avamposti chiave. Il Nord dell'Inghilterra, al tempo, era zona di disputa: i re scozzesi avevano una tradizionale rivendicazione sul Cumberland, e Davide, inoltre, rivendicava la Northumbria in virtù del suo matrimonio con la figlia del precedente conte anglo-sassone di Waltheof.
L'esercito reale marciò rapidamente verso nord e Stefano incontrò Davide a Durham. Qui si raggiunse un accordo secondo il quale Davide avrebbe restituito la maggior parte dei territori acquisiti, con l'eccezione di Carlisle; in cambio, Stefano confermò i possedimenti inglesi del principe Enrico, figlio di Davide, inclusa la contea di Huntingdon.
Ritornando verso sud, Stefano tenne la sua prima corte reale nella Pasqua del 1136, un evento stravagante per il periodo dell'anno, per il quale fu spesa una gran quantità di denaro. Un gran numero di nobili si riunì a Westminster per l'evento, inclusi la maggior parte dei baroni anglo-normanni e quasi tutti i più alti prelati della Chiesa. In tale occasione Stefano, che si vedeva come il successore naturale delle politiche di Enrico, riconfermò le sette contee esistenti nel regno ai rispettivi proprietari; concesse terre e favori ai presenti e sovvenzionò numerose fondazioni della chiesa con terre e privilegi; promulgò inoltre un nuovo statuto reale, con il quale confermò le promesse fatte alla Chiesa, avendo giurato di invertire le politiche di Enrico I riguardo alle foreste reali, e di riformare ogni abuso del sistema legale reale.
La successione al trono di Stefano doveva ancora essere ratificata dal Papa ed Enrico di Blois, vescovo di Winchester e fratello del re, appare come il principale animatore delle testimonianze di supporto inviate alla Santa Sede dal fratello maggiore di Stefano, Tebaldo, e dal re di Francia Luigi VI, per cui Stefano rappresentava un utile argine al potere angioino nel Nord del Paese. Papa Innocenzo II confermò il diritto di Stefano come re più tardi, quello stesso anno 1136, e i consiglieri reali ne fecero circolare copie in Inghilterra a conferma della legittimazione al trono del nuovo re.

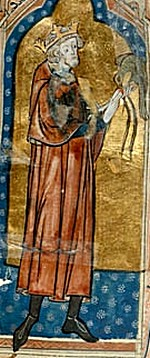
Rappresentazione del XIV secolo di Stefano d'Inghilterra mentre pratica la falconeria

I problemi tuttavia continuavano per il nuovo regno di Stefano. Nel 1136, in seguito alla vittoria gallese in gennaio nella battaglia di Llwchwr, nella contea di Glamorgan, e la riuscita imboscata di Richard Fitz Gilbert de Clare nell'aprile dello stesso anno, scoppiò una ribellione nel Sud del Galles. Iniziata nell'Est, nel Glamorgan, si sparse velocemente per il resto del Galles del Sud durante il 1137; Owain Gwynedd e Gruffydd ap Rhys riuscirono a prendere possesso di considerevoli territori, compreso il castello di Carmarthen. Stefano rispose inviando Lord Robert Fitz Harold of Ewyas nel Galles per pacificare la regione; tuttavia nessuna delle missioni risultò particolarmente riuscita e per la fine del 1137 il re sembrò aver abbandonato i tentativi di stroncare la ribellione. Secondo alcuni studi Stefano effettivamente rinunciò all'impresa in quel periodo per concentrarsi verso altri problemi più pressanti. Nel frattempo, Stefano aveva sedato due rivolte nel Sudovest suscitate da Baldoino de Redvers e Robert di Bampton: Baldoino, catturato durante i combattimenti, venne poi rilasciato, raggiunse la Normandia e qui divenne sempre più una voce critica nei riguardi della politica del re.
Goffredo di Angiò aveva intanto attaccato la Normandia nei primi mesi del 1136 e, dopo una tregua temporanea, l'aveva invasa lo stesso anno dandosi tuttavia al saccheggio piuttosto che a cercare di consolidare il proprio potere sul territorio. Gli eventi in Inghilterra non consentivano a Stefano di raggiungere la Normandia di persona, così Waleran de Beaumont, a cui Stefano aveva conferito il titolo di tenente della Normandia, e Tebaldo coordinarono gli sforzi per difendere il ducato. Stefano riuscì a raggiungere la Normandia solo nel 1137; qui incontrò Luigi VI di Francia e Tebaldo per concordare un'informale alleanza regionale, probabilmente promossa dal vescovo Enrico di Blois, per contrastare il potere crescente degli Angiò nella regione.
Come riscontro del patto, Luigi riconobbe il figlio di Stefano, Eustachio, duca di Normandia in cambio del suo giuramento di fedeltà. Stefano, nel frattempo, aveva avuto scarso successo nel riprendere la provincia dell'Argentan, ai confini tra Normandia e Angiò, controllata da Goffredo dalla fine del 1135: il re aveva infatti formato un'armata per riprendere il controllo, ma le frizioni fra i mercenari fiamminghi, comandati da William di Ypres e dai locali baroni normanni, portarono a una battaglia tra le due ali dell'esercito. Le forze normanne abbandonarono così il re costringendolo a rinunciare alla sua campagna.
Stefano accettò una tregua con Goffredo di Angiò, promettendo di pagargli 2 000 marchi all'anno in cambio della pace ai confini normanni; questi sembrò aver accettato, almeno parzialmente, a causa della pressione combinata dell'alleanza fra gli anglo-normanni e i francesi contro di lui.
I primi anni di regno di Stefano possono essere interpretati in differenti maniere: in un'ottica positiva, Stefano era riuscito a stabilizzare i confini del Nord con la Scozia; aveva contenuto gli attacchi di Goffredo in Normandia; era in pace con Luigi VI; poteva vantare buoni rapporti con la chiesa, incluso un largo supporto dei baroni. In ottica negativa, tuttavia, il Nord dell'Inghilterra era controllato da Davide di Scozia e dal principe Enrico; Stefano aveva abbandonato il Galles; la guerra in Normandia aveva considerevolmente destabilizzato il ducato e un grande numero di baroni pensavano che Stefano non avesse concesso loro i titoli e terre che meritavano o che già a loro appartenevano.
Stefano, infine, stava rapidamente dilapidando il considerevole tesoro lasciato da Enrico I per sostenere la propria politica: nel 1138 il tesoro venne quasi completamente svuotato anche a causa dei costi di una corte particolarmente sfarzosa e dalla necessità di mantenere notevoli contingenti di mercenari in Inghilterra e Normandia.

### I primi combattimenti (1138-1139)
I combattimenti iniziarono su vari fronti durante il 1138. Inizialmente Robert di Gloucester, figlio illegittimo di Enrico I e fratellastro dell'imperatrice Matilde, uno dei baroni anglo-normanni più potenti giacché controllava vaste proprietà in Normandia ed era conte di Gloucester, si ribellò al re intraprendendo il percorso che lo avrebbe portato alla guerra civile in Inghilterra.
Nel 1138 Robert, pur rimanendo sempre in Normandia, sciolse il giuramento di fedeltà prestato a Stefano e dichiarò invece il suo supporto a Matilde, suscitando così una ribellione nel Kent e nel Sud-ovest dell'Inghilterra. Matilde, che non era stata particolarmente attiva nell'affermare il proprio diritto al trono nel 1135, fu spinta da Robert a dichiarare guerra nel 1138. Goffredo d'Angiò in Francia, a sua volta, colse la situazione e re-invase la Normandia.
Sul fronte scozzese, Davide di Scozia, imparentato con Matilde per parte di madre, la regina Margaret, invase ancora una volta il Nord dell'Inghilterra, premendo verso sud nello Yorkshire e annunciando che avrebbe appoggiato le pretese al trono di sua nipote Matilde.
Stefano rispose rapidamente alle rivolte e alle invasioni territoriali dedicandosi, tuttavia, principalmente all'Inghilterra piuttosto che alla Normandia. Sua moglie Matilde di Boulogne fu mandata nel Kent, con navi e risorse provenienti da Boulogne, con il compito di riprendere possesso del porto strategico di Dover già sotto il controllo di Robert di Gloucester. Nello stesso 1138, Dover si arrese alle forze della regina consorte.
Un piccolo contingente di cavalieri venne invece inviato a nord per aiutare negli scontri contro gli scozzesi; qui nell'agosto dell'anno seguente, nella battaglia dello Stendardo, le forze di Davide furono sconfitte dalle truppe di Thurstan, arcivescovo di York. Nonostante tale sconfitta, Davide riuscì tuttavia a occupare la maggior parte del Nord.
Sempre nel quadro di manovre tese ad arginare la guerra civile ormai dilagante, Stefano in persona si recò a ovest nel tentativo di riprendere il controllo del Gloucestershire, colpendo dapprima nel Nord delle Marche gallesi, prendendo Hereford e Shrewsbury, per poi spostarsi verso Bath. La città di Bristol tuttavia si dimostrò troppo ben difesa per essere conquistata e Stefano si accontentò di fare incursioni e saccheggiare l'area circostante. I ribelli si aspettavano un intervento di supporto da parte di Robert che, tuttavia, rimase in Normandia per tutto l'anno cercando di persuadere l'imperatrice Matilde a invadere l'Inghilterra di persona.
La campagna militare di Stefano in Inghilterra procedette bene: lo storico David Crouch la descrive come «un successo militare di prima categoria». Il re colse l'opportunità del suo vantaggio militare per raggiungere un accordo con la Scozia: Matilde di Boulogne, moglie del re, venne inviata a negoziare un trattato tra il marito, re Stefano, e Davide I di Scozia; con il trattato di Durham, la Northumbria e la Cumbria venivano concesse al re scozzese, e a suo figlio Enrico, in cambio della loro fedeltà e della futura pace ai confini.
Tale accordo, tuttavia, non teneva conto delle legittime pretese di Ranulph de Gernon (il quale considerava sé stesso come possessore di diritto di Carlisle e Cumberland), un problema che avrebbe avuto vaste ripercussioni nella guerra.

### Preparazione alla guerra (1139)

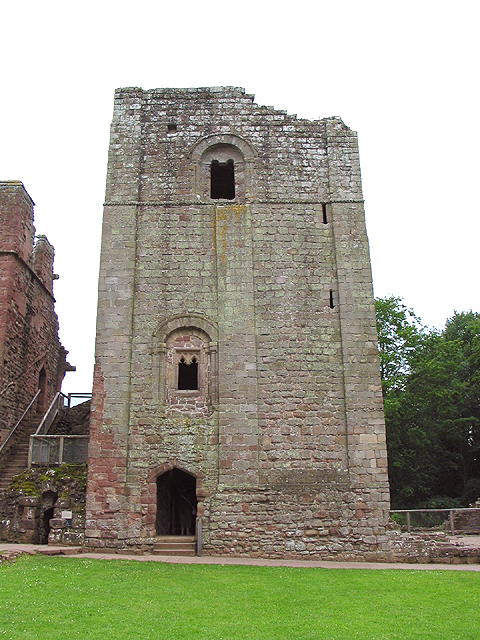
La fortezza a Goodrich, un esempio di fortificazione che veniva lentamente a sostituire la motta castrale costruita per la fine degli anni trenta del 1100

Per il 1139, l'invasione dell'Inghilterra da parte di Robert di Gloucester e Matilde appariva imminente.
Goffredo e Matilde si erano assicurati gran parte della Normandia e, insieme a Robert di Gloucester, spesero l'inizio dell'anno mobilitando le forze per essere pronti a una spedizione oltre la Manica. Matilde, all'inizio dell'anno, si era inoltre appellata al papa, promuovendo la sua legale rivendicazione del trono inglese; senza particolari sorprese, il papa declinò di cambiare il suo iniziale supporto per Stefano d'Inghilterra, ma dalla prospettiva di Matilde tale responso stabiliva come la rivendicazione di Stefano fosse quanto meno disputata.
Allo stesso tempo Stefano, influenzato dal suo principale consigliere Waleran de Beaumont, fratello gemello di Robert di Leicester, si preparò al conflitto creando un numero di contee aggiuntive: solo uno sparuto numero esistevano sotto Enrico I e queste erano largamente di natura simbolica. Stefano ne creò principalmente nelle parti più vulnerabili della nazione, assegnandole a uomini che considerava leali e capaci comandanti militari, delegando inoltre nuovi territori e maggiore potere esecutivo. Vari erano gli obbiettivi di Stefano, incluso l'assicurarsi la lealtà dei suoi sostenitori chiave, concedendo loro tali onori e così migliorando le difese nelle parti meno sicure del regno. I gemelli Beaumont, insieme al loro fratello minore e ai cugini, furono tra i principali assegnatari di queste nuove contee.
Dal 1138 in poi, Stefano concesse le contee di Worcester, Leicester, Hereford, Warwick e Pembroke che, combinate ai nuovi possedimenti del nuovo alleato di Stefano, il principe Enrico di Scozia, nel Cumberland e Northumbria, crearono una grande zona cuscinetto tra il problematico Sudovest, Chester e il resto del regno.
Stefano intervenne inoltre anche in campo ecclesiastico rimuovendo il gruppo di vescovi che considerava come minaccia per il suo governo. L'amministrazione reale sotto Enrico I era stata capeggiata da Roger, vescovo di Salisbury, supportato dai suo nipoti, Alessandro e Nigel, rispettivamente vescovo di Lincoln e di Ely e figli di Roger le Poer, che era stato Lord Cancelliere. Questi vescovi, potenti proprietari terrieri così come importanti governanti ecclesiastici, iniziarono a costruire nuovi castelli e ad aumentare la misura dei propri eserciti, portando Stefano a sospettare che stessero per disertare la sua causa e allearsi con l'imperatrice Matilde. Roger e la sua famiglia erano, inoltre, nemici di Waleran de Beaumont.
Nel giugno 1139 Stefano tenne la sua corte a Oxford, dove nacque un conflitto fra gli uomini di Alano di Penthièvre e quelli di Roger, probabilmente deliberatamente creato da Stefano. Il re, fatti arrestare i vescovi con l'eccezione di Nigel vescovo di Ely che si rifugiò nel castello di Devizes, impose che Roger e gli altri vescovi consegnassero tutti i loro castelli in Inghilterra. I vescovi si arresero e consegnarono i propri castelli, ma solo dopo che Stefano prese d'assedio il castello di Ely, minacciando di giustiziare Roger. L'incidente rimosse in definitiva ogni minaccia militare da parte dei vescovi, ma probabilmente danneggiò le relazioni di Stefano con il clero anziano e, in particolare, con suo fratello Enrico di Blois.

## Guerra durante l'Anarchia

### Tecnologia e tattiche
Le ostilità anglo-normanne durante la guerra civile furono caratterizzate da campagne militari di logoramento, durante le quali i comandanti si limitavano a saccheggiare le terre nemiche e conquistare castelli così da consentire di prendere possesso dei territori degli avversari, ottenendo alla fine strategiche, anche se lente, vittorie.
Raro era il ricorso a battaglie campali tra le armate, considerate altamente rischiose e, di norma, evitate dai prudenti comandanti. Nonostante il sistema feudale, la guerra normanna tradizionalmente risultava particolarmente onerosa per i governanti, i quali raccoglievano e spendevano larghe somme di denaro. Il costo delle ostilità era aumentato considerevolmente nella prima parte del XII secolo, di conseguenza riserve adeguate di denaro contante erano diventate estremamente importanti per ottenere il successo delle campagne successive.

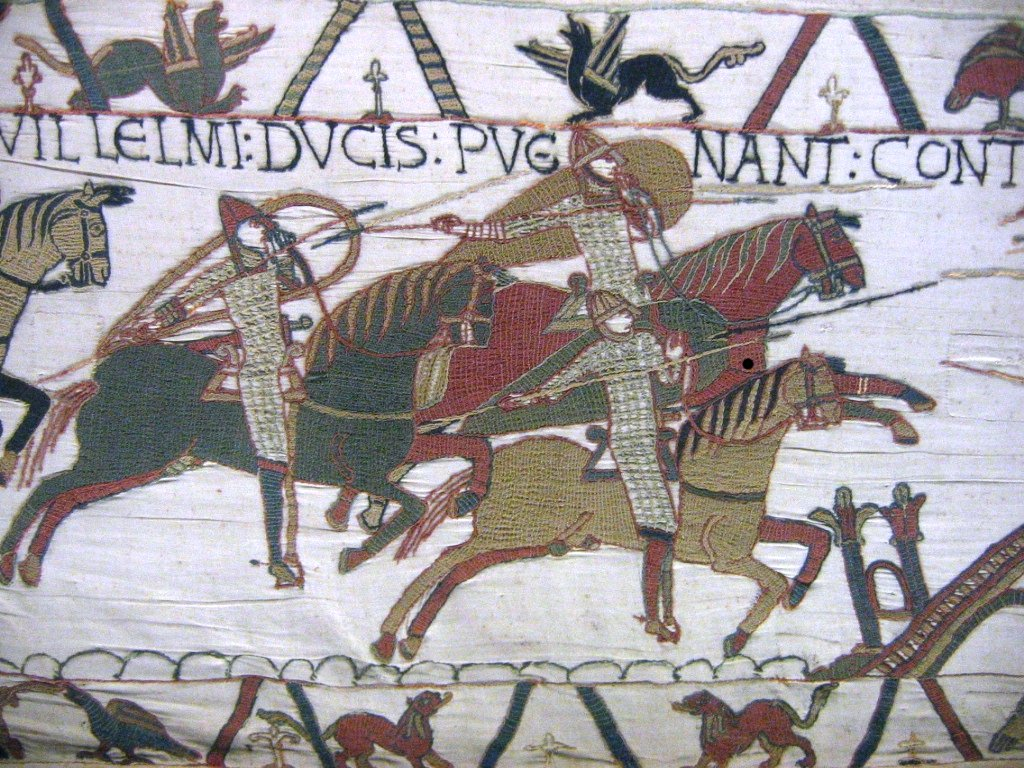
I cavalieri negli anni 1140 assomigliavano ancora a quelli del secolo precedente, qui illustrati nell'arazzo di Bayeux

Il casato di Stefano d'Inghilterra e Matilde si basava su piccoli corpi di cavalieri chiamati familia regis; questo gruppo ristretto interno formava la base per un quartier generale in ogni campagna militare. Le armate del periodo erano ancora sostanzialmente simili a quelle dei secoli precedenti, comprendendo corpi di cavalieri armati a cavallo supportati dalla fanteria; molti di questi uomini vestivano lunghe cotte ad anelli, indossavano elmi, schinieri e una protezione per le braccia. Le spade erano comuni, insieme alle lance, per la cavalleria come per la fanteria. I balestrieri erano diventati più numerosi, mentre gli arcieri venivano occasionalmente usati in battaglia. Queste forze erano o "leve feudali", arruolate dai nobili locali per un limitato periodo di servizio durante una campagna, o costosi mercenari ai quali si ricorreva sempre più di frequente e che erano spesso meglio addestrati e più flessibili in quanto a durata del servizio.
I Normanni, fin dalla loro occupazione dell'Inghilterra nel 1066, avevano per primi iniziato a utilizzare largamente i castelli nel X e XI secolo. La maggioranza prendeva la forma di castello in motta castrale oppure di ringwork facilmente costruibili tramite manodopera e risorse locali; l'élite anglo-normanna si impose nel posizionare strategicamente questi castelli sulle sponde dei fiumi e nelle valli per controllare popolazioni, commerci e regioni. Nei decenni precedenti la guerra civile, alcune nuove costruzioni di pietra erano state introdotte; rispetto ai castelli tradizionali, generalmente in legno, questi necessitavano di lavoratori esperti e potevano essere costruiti solo lentamente, per l'assestamento dei materiali e delle malte, nell'arco di molte stagioni. Nonostante tale solidità, queste costruzioni si sarebbero successivamente mostrate vulnerabili a macchine d'assedio come la balista e la manganella, usate negli anni 1140, che erano tuttavia significatamene meno potenti del successivo trabucco. La presa dei castelli comportava, in ogni caso, lunghi assedi che tendevano ad affamare gli assediati. In luogo degli assalti frontali, particolare importanza veniva assegnata dai comandanti più esperti alla creazione di gallerie che giungevano sotto le mura difensive; all'interno di queste, quando non si giungeva rapidamente al crollo delle murature, venivano talvolta ammassate carcasse di maiali, o anche maiali vivi, cui veniva appiccato il fuoco: l'intenso calore sprigionato dal grasso animale accelerava il crollo delle mura stesse.

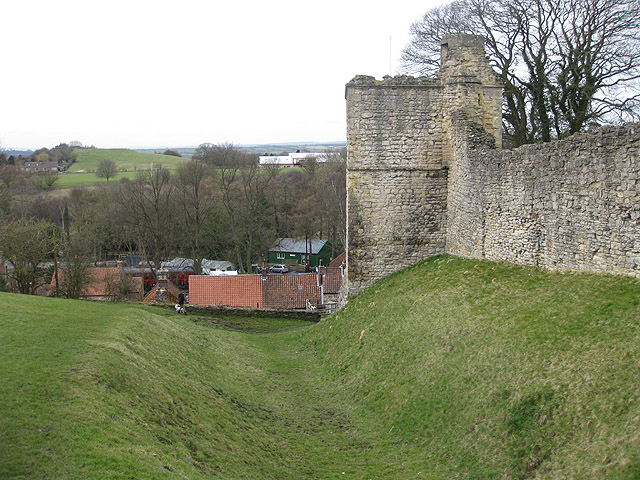
Il castello di Pickering (a destra) e il contro-castello (in alto a sinistra) degli anni dell'Anarchia

Entrambe le parti risposero costruendo nuovi castelli, alcune volte creando sistemi di fortificazione strategica. I sostenitori di Matilde nel Sudovest costruirono una varietà di castelli per proteggere il territorio, normalmente utilizzando la motta castrale come a Winchcombe, Upper Slaughter oppure Bampton. Allo stesso modo, Stefano d'Inghilterra costruì una catena di castelli a Burwell, Lidgate, Rampton, Caxton e Swavesey, a 10–15 km di distanza uno dall'altro, così da poter proteggere i propri territori intorno a Cambridge. Molti di questi castelli vennero definiti come "adulterini", ovvero non autorizzati, perché, a causa del caos provocato dalla guerra, nessun decreto reale era mai stato concesso per la loro costruzione ai rispettivi signori. Le cronache contemporanee videro ciò come motivo di preoccupazione crescente: Roberto di Torigni riferì che durante il conflitto furono costruiti almeno 1 115 castelli; altre fonti propongono un numero, più credibile, pari a circa 130.
Altra struttura caratteristica della guerra fu la creazione di molti "contro-castelli" (in inglese: counter-castle) che erano costituiti da castelli elementari posti, durante l'assedio, nell'area prospiciente, o comunque vicina all'obbiettivo principale dell'attacco. Tipicamente questi castelli erano costituiti da una struttura circolare o da una motta castrale posta a 2-300 metri dall'obiettivo, ovvero oltre il raggio di tiro degli arcieri. I contro-castelli potevano essere utilizzati sia come postazioni di tiro per le macchine d'assedio, sia come basi per controllare la regione sotto il loro dominio. La maggioranza dei contro-castelli venivano distrutti al termine dell'assedio che ne aveva giustificato la costruzione, ma in alcuni casi le costruzioni sopravvissero come, ad esempio, i contro-castelli chiamati Jew's Mount ("il monte dell'ebreo") e Mount Pelham ("monte Pelham") costruiti da Stefano nel 1141 nei pressi del castello di Oxford.

### I contendenti

#### Stefano
Re Stefano era estremamente ricco, anche grazie al tesoro del defunto re Enrico I, e disponeva di molti uomini. Modesto e apprezzato dai nobili del regno, era tuttavia considerato un uomo capace anche di azioni ferme e decise.
Le sue qualità personali come comandante militare si concentravano principalmente nella sua capacità nel combattimento corpo a corpo, nella guerra d'assedio e nella notevole abilità di manovrare le proprie forze militari velocemente anche su distanze relativamente lunghe. La voce della codardia del padre durante la prima crociata, comunque, continuava a circolare e il desiderio di evitare la stessa reputazione potrebbe aver influenzato alcune delle sue azioni militari più sconsiderate. Il re si appoggiò inoltre pesantemente a sua moglie, la regina Matilde di Boulogne, sia per intavolare negoziazioni sia per mantenere viva la sua causa e il suo esercito durante la sua prigionia nel 1141; Matilde governò la casa reale, durante questo periodo, insieme al leader dei mercenari di Stefano, William di Ypres.

#### Matilde
La fazione dell'imperatrice Matilde mancava di un comandante equivalente a Stefano d'Inghilterra. Matilde aveva delle ferme basi nel governo come imperatrice in Germania, dove aveva presieduto la corte e agito come reggente in Italia con l'armata imperiale in campagne militari. Nonostante ciò Matilde, come donna, non poteva comandare personalmente le forze in battaglia.
Oltretutto dalle cronache contemporanee emerge come la figlia di Enrico I fosse meno popolare di Stefano, anche perché per certi versi assomigliava a suo padre: abituata a governare fermamente la sua corte, non esitava a minacciare e a porsi, generalmente, in maniera alquanto arrogante. In una cultura prettamente maschile e guerriera tale atteggiamento era considerato come particolarmente inappropriato.
Il marito di Matilde, Goffredo V d'Angiò, giocò un ruolo fondamentale nella presa del controllo sulla Normandia durante la guerra, ma non attraversò la Manica verso l'Inghilterra. Il matrimonio fra i due, inoltre, non era felice e nel 1130 era quasi collassato.
Per la maggior parte della guerra, quindi, le armate angioine erano portate in battaglia da una schiera di nobili anziani. Il più importante di questi era Robert di Gloucester, il fratellastro dell'imperatrice: egli era conosciuto per le sue qualità di statista, la sua esperienza militare e le sue abilità di condottiero. Robert aveva provato a convincere Tebaldo II di Champagne, che non aveva preso parte alla prima corte di Stefano nel 1136, a prendere il trono nel 1135.
Miles de Gloucester si sarebbe dimostrato anch'egli un capace comandante militare fino alla sua morte nel 1143, ma l'esistenza di incomprensioni e tensioni con Robert non consentirono di giungere a un comando unico delle forze in campo.
Uno dei seguaci più fedeli di Matilde era Brien FitzCount: come Miles di Gloucester era un marcher lord del Galles. FitzCount era apparentemente motivato da un forte senso del dovere nel mantenere il suo giuramento a Matilde e si dimostrò decisivo nel difendere i corridoi del Tamigi.

## Guerra civile

### Fase iniziale della guerra (1139-1140)
Aree sotto il controllo di Stefano
     Aree sotto il controllo di Matilde
     Gallesi indigeni

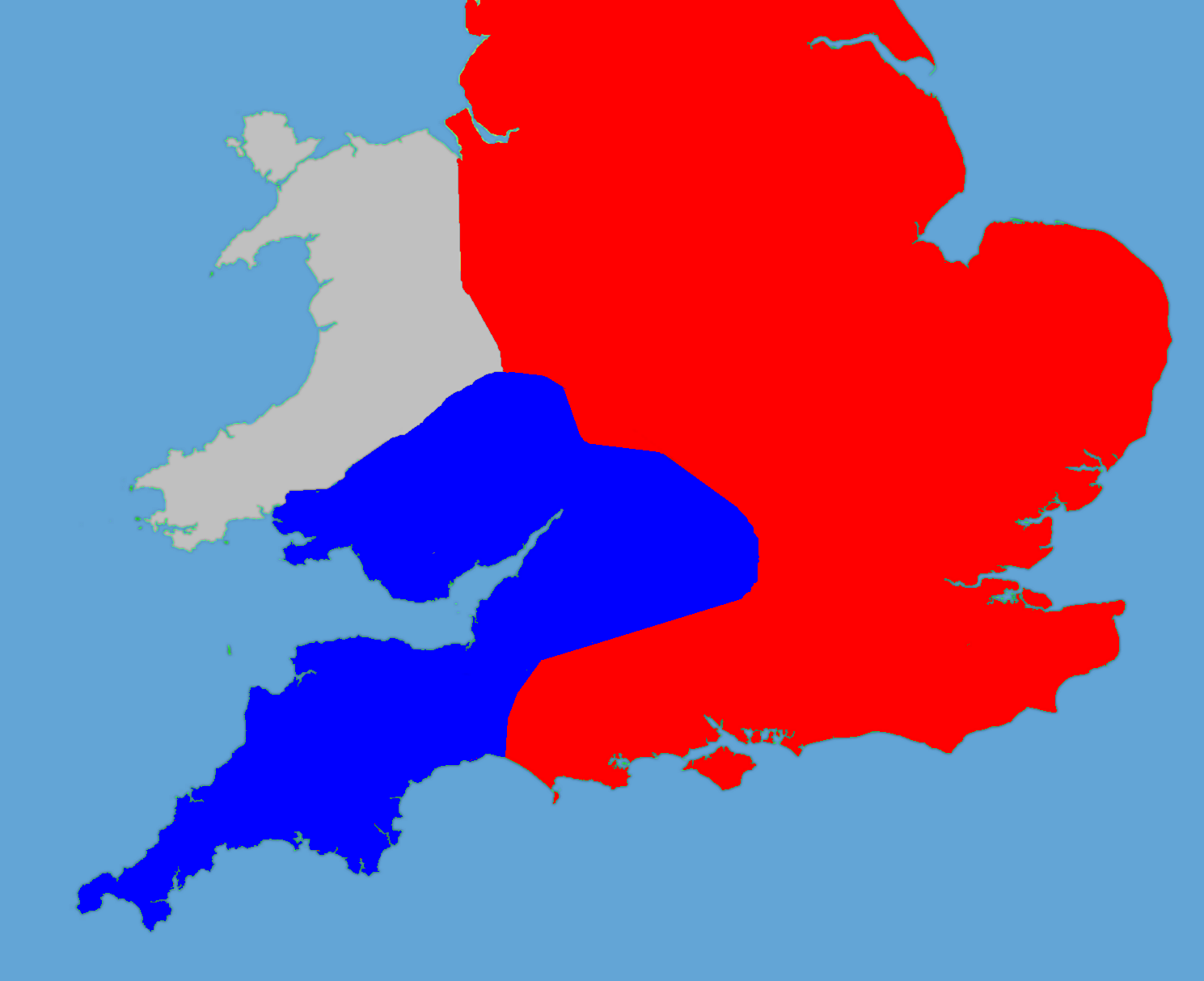
Mappa politica del Galles e Sud dell'Inghilterra nel 1140
Aree sotto il controllo di Stefano
Aree sotto il controllo di Matilde
Gallesi indigeni

L'invasione angioina arrivò verso la fine dell'estate del 1139.
Nell'agosto 1139 Baldovino di Redvers mosse dalla Normandia verso Wareham nel tentativo iniziale di catturare un porto e costituire una testa di ponte per l'armata d'invasione di Matilde, ma le forze di Stefano lo obbligarono a ritirarsi nel Sudovest.
Il 30 settembre, in ogni caso, l'imperatrice, invitata dalla regina madre Adeliza di Lovanio ad Arundel, raggiunse l'Inghilterra scortata da Robert di Gloucester e 140 cavalieri. Matilde rimase al castello di Arundel, mentre Robert marciava verso nordovest a Wallingford e Bristol, sperando di raccogliere appoggi per la ribellione e unirsi con Miles de Gloucester, che colse l'occasione per rinunciare alla sua fedeltà al re.
Stefano rispose muovendosi prontamente verso sud, ponendo sotto assedio Arundel e intrappolando Matilde dentro il castello. Da tale posizione di preminenza, Stefano concordò una tregua proposta da suo fratello, Enrico di Blois; i dettagli completi della tregua non sono conosciuti, ma i risultati furono che Stefano prima lasciò libera Matilde dall'assedio e successivamente permise, a lei e alla sua compagnia, di muoversi verso sudovest dove si riunirono con Robert di Gloucester. Le ragioni dietro la decisione di Stefano di liberare i suoi contendenti rimangono non chiare: le cronache contemporanee suggeriscono che Enrico argomentò che sarebbe stato nel miglior interesse di Stefano rilasciare l'imperatrice e concentrarsi, invece, nell'attaccare Robert. Durante l'assedio di Arundel, inoltre, Stefano aveva dovuto fronteggiare un dilemma militare: il castello era infatti considerato quasi imprendibile e poteva necessitare l'impiego dell'intera armata lasciando Robert libero di muoversi nell'Ovest. Altri ritengono che Stefano abbia rilasciato Matilde per semplice senso di cavalleria.
Nonostante ci fossero state alcune nuove diserzioni nel campo dell'imperatrice, Matilde ora controllava un compatto blocco di territori: nel Sudovest da Gloucester e Bristol fino a Devon e Cornwall, a ovest nelle Marche gallesi e a est fino a Oxford e Wallingford, minacciando così Londra. Matilde stabilì la propria corte a Bristol nel Gloucester, vicino alla fortezza di Robert ma tuttavia abbastanza lontana per rimanere indipendente dal suo fratellastro.
Stefano si preparò a riprendere possesso della regione attaccando il castello di Wallingford il quale controllava i corridori del Tamigi; il castello era governato da Brien FitzCount e Stefano lo trovò troppo ben difeso, tanto che lasciò alcune forze a mantenere l'assedio continuando verso ovest nello Wiltshire per attaccare Trowbridge, prendendo i castelli di South Cerney e Malmesbury durante il viaggio. Di converso, Miles de Gloucester marciò verso est, attaccando le forze di retroguardia di Stefano a Wallingford e minacciando un'avanzata verso Londra. Stefano fu così costretto a rinunciare alla sua campagna dell'Ovest, ritornando a est per stabilizzare la situazione e proteggere la sua capitale.

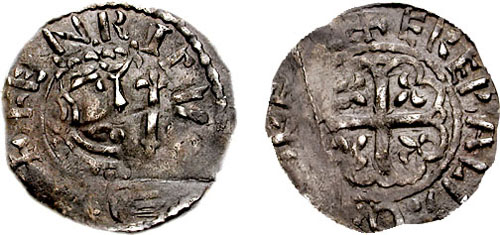
Un penny d'argento del principe Enrico, coniato in suo nome a Corbridge, nel Northumberland, in seguito all'accordo di pace con Stefano

All'inizio del 1140 Nigel, vescovo di Ely, i cui castelli erano stati confiscati da Stefano l'anno precedente, si ribellò a sua volta al re: sperava di prendere possesso dell'Anglia orientale e stabilì le sue basi per le operazioni nell'isola di Ely, circondato dal protettivo territorio del Fenland. Stefano rispose velocemente portando un'armata nel Fens e usando ponti di barche per formare una strada rialzata che gli permise di portare un attacco a sorpresa sull'isola. Nigel riuscì a fuggire da Gloucester ma i suoi uomini e castelli vennero catturati, ripristinando così l'ordine nell'Est. A sua volta, Robert di Gloucester rioccupò alcuni dei territori che Stefano aveva conquistato nella sua campagna del 1139.
In uno sforzo per negoziare una tregua, Enrico di Blois presenziò a una conferenza di pace a Bath, dove Robert rappresentò l'imperatrice Matilde mentre Matilde di Boulogne e l'arcivescovo Teobaldo il re. Le insistenze di Enrico, che prevedeva poter dettare i parametri dell'accordo di pace, fece ben presto arenare la discussione.
Ranulph de Gernon, deluso del regalo del Nord dell'Inghilterra al principe Enrico di Scozia da parte di Stefano, organizzò allora un piano per risolvere il problema: l'intendimento era quello di rapire Enrico durante il ritorno del principe in Scozia dalla corte di Stefano dopo Natale. Stefano, appreso tale intendimento, scortò personalmente Enrico verso nord, ma questo gesto si rivelò come la goccia che fece traboccare il vaso per il IV conte di Chester. Ranulph, di converso, aveva precedentemente rivendicato i suoi diritti sul castello di Lincoln, tenuto da Stefano e, con la scusa di una visita, prese possesso della fortificazione in un attacco a sorpresa; Stefano marciò allora verso nord a Lincoln e concordò una tregua con Ranulph, al quale permise di mantenere il castello, probabilmente per evitare che defezionasse unendosi alle schiere dell'imperatrice. Ritornato a Londra, Stefano tuttavia apprese che Ranulph, suo fratello e le loro famiglie avevano occupato il castello di Lincoln con forze di difesa minime; tradendo il patto appena concluso, Stefano riassemblò la sua armata e mosse velocemente verso nord ponendo sotto assedio il castello, tuttavia non in tempo giacché Ranulph de Gernon era fuggito da Lincoln e aveva dichiarato il proprio appoggio all'imperatrice.

### Seconda fase della guerra (1141-1142)

#### La battaglia di Lincoln

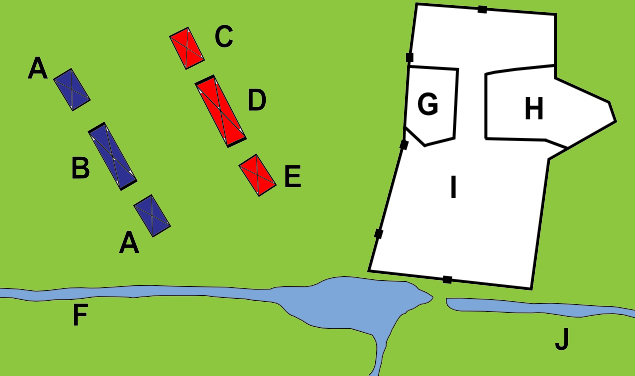
La battaglia di Lincoln, 1141.
A = Forze gallesi; B = Robert di Gloucester; C = Alano; D = Stefano; E = William; F = Fosse Dyke; G = Castello di Lincoln; H = Cattedrale di Lincoln; I = Città di Lincoln; J = Fiume Witham

Mentre Stefano e la sua armata assediavano il castello di Lincoln all'inizio del 1141, Robert di Gloucester e Ranulph de Gernon avanzarono verso le posizioni del re con un'armata più numerosa. Quando la notizia raggiunse il re, si tenne un consiglio per decidere se dar battaglia o ritirarsi per raggruppare più soldati; Stefano decise di combattere, giungendo così alla battaglia di Lincoln del 2 febbraio 1141.
Il re comandò il centro della sua armata, con Alano di Penthièvre sulla sua destra e William le Gros a sinistra. Le forze nemiche, di Robert e Ranulph, erano superiori in cavalleria e Stefano fece appiedare molti dei suoi cavalieri per formare solidi blocchi di fanteria cui si unì personalmente combattendo a piedi durante la battaglia. Stefano, non dotato di grandi capacità oratorie, delegò quindi Baldovino di Clare a tenere un discorso di incitamento per le truppe. A un iniziale successo, quando le forze di William distrussero la fanteria gallese degli Angiò, seguì un andamento meno favorevole al re: la cavalleria di Robert e Ranulph accerchiò infatti il centro di Stefano, e il re in persona si ritrovò circondato dall'armata nemica. Molti dei sostenitori di Stefano, inclusi Waleran de Beaumont e William di Ypres, a questo punto fuggirono dal campo ma il re continuò a combattere, prima con la sua spada e poi, quando si ruppe, con un'ascia recuperata in battaglia, venendo quindi sopraffatto dagli uomini di Robert e catturato.
Robert riportò Stefano a Gloucester; qui il re si incontrò con l'imperatrice Matilde, per poi essere trasferito al castello di Bristol tradizionalmente utilizzato per prigionieri di alto rango. Fu inizialmente confinato in condizioni relativamente buone, ma il timore di un'evasione, sempre più stringente, fece sì che venisse posto in catene.
L'imperatrice iniziò allora a muovere i passi necessari per farsi incoronare regina d'Inghilterra al suo posto, cosa che avrebbe richiesto tuttavia l'accordo della chiesa e la sua incoronazione a Westminster. Il fratello di Stefano, Enrico di Blois, avvalendosi delle prerogative del legato papale convocò quindi un consiglio a Westminster prima di Pasqua, per considerare il punto di vista del clero. In realtà, Enrico aveva concluso un accordo segreto con l'imperatrice in base al quale avrebbe portato il supporto della chiesa in cambio del totale controllo sugli affari ecclesiastici in Inghilterra. Enrico consegnò il tesoro reale, piuttosto impoverito, a Matilde e scomunicò molti dei sostenitori di Stefano, i quali si rifiutavano di cambiare parte. L'arcivescovo Tebaldo non era però disponibile a incoronare Matilde come regina così rapidamente, e una delegazione di clero e nobiltà capeggiata dallo stesso Tebaldo si recò a Bristol per consultarsi con il re prigioniero in ordine al loro dilemma morale, se avrebbero cioè dovuto rinunciare al loro giuramento di fedeltà al re; Stefano accettò, vista la situazione, di liberare i suoi soggetti dal loro giuramento di fedeltà nei suoi confronti.
Il clero si riunì nuovamente a Winchester dopo Pasqua per dichiarare Matilde Lady of England and Normandy ("Signora dell'Inghilterra e Normandia"), come precursore della incoronazione. Mentre i sostenitori dell'imperatrice prendevano parte all'evento, tuttavia, sembra che solo pochi altri nobili maggiori abbiano a loro volta presenziato e la delegazione da Londra tergiversò. La regina Matilde d'Inghilterra scrisse per lamentarsi dell'imprigionamento di Stefano e per chiederne il rilascio. L'imperatrice avanzò quindi verso Londra per organizzare la sua incoronazione in giugno, ma la sua posizione divenne alquanto precaria. Nonostante il supporto di Geoffrey de Mandeville, il quale controllava la Torre di Londra, le forze fedeli a Stefano e alla regina Matilde rimanevano vicine alla città e i cittadini si mostrarono timorosi nel dare il benvenuto all'imperatrice.
Il 24 giugno, poco prima della pianificata incoronazione, la città si sollevò contro Matilde e Geoffrey de Mandeville; Matilde e i suoi sostenitori riuscirono a fuggire con una caotica ritirata verso Oxford Nello stesso tempo, Goffredo di Angiò invase nuovamente la Normandia e, nell'assenza di Waleran di Beaumont, il quale ancora combatteva in Inghilterra, prese possesso di tutti i ducati a sud della Senna e a est del Risle.
Nessun aiuto arrivò anche questa volta dal fratello di Stefano, Tebaldo, il quale sembra fosse preoccupato dei suoi personali problemi con la Francia. Il nuovo re francese, Luigi VII, aveva infatti rigettato l'alleanza regionale del padre, migliorando le relazioni con gli Angiò e seguendo una linea più bellicosa con Tebaldo da cui scaturirà una guerra negli anni seguenti. Il successo di Goffredo in Normandia e la debolezza di Stefano in Inghilterra iniziarono a influenzare la lealtà di molti baroni anglo-normanni, i quali temevano la perdita delle loro terre in Inghilterra a favore di Robert di Gloucester e Matilde e i loro possedimenti in Normandia a vantaggio di Goffredo. Molti iniziarono a lasciare la fazione di Stefano; l'amico e consigliere Waleran decise di disertare in favore di Matilde a metà del 1141, attraversando la Normandia per assicurarsi i suoi possedimenti e portando inoltre il Worcestershire nel campo dell'imperatrice. Il fratello gemello di Waleran, Robert di Leicester, a sua volta si ritirò dai combattimenti nello stesso periodo. Altri sostenitori dell'imperatrice furono ripristinati nei loro precedenti possedimenti, come il vescovo Nigel di Ely, mentre altri ricevettero nuove contee nell'Ovest dell'Inghilterra. Il controllo reale sul conio delle monete si interruppe, portando la valuta prodotta di baroni e vescovi locali in circolazione per tutta la nazione.

#### Disfatta di Winchester e assedio di Oxford
La moglie di Stefano, Matilde di Boulogne, giocò una parte decisiva nel mantenere la causa del re viva durante la prigionia. La regina raggruppò i tenenti rimanenti e la famiglia reale nel Sudest, avanzando poi su Londra quando la popolazione cacciò l'imperatrice. Il comandante William di Ypres rimase con la regina a Londra, mentre William Martel comandò le operazioni da Sherborne nel Dorset e Faramus di Boulogne mantenne il controllo della casa reale.
L'alleanza fra Enrico di Blois e l'imperatrice si rivelò alquanto breve; i due, infatti, si scontrarono riguardo al patronato politico e alla politica ecclesiastica. Fu così che il vescovo, incontrata la moglie del fratello a Guildford, cambiò nuovamente partito ricominciando a sostenere la causa di re Stefano.

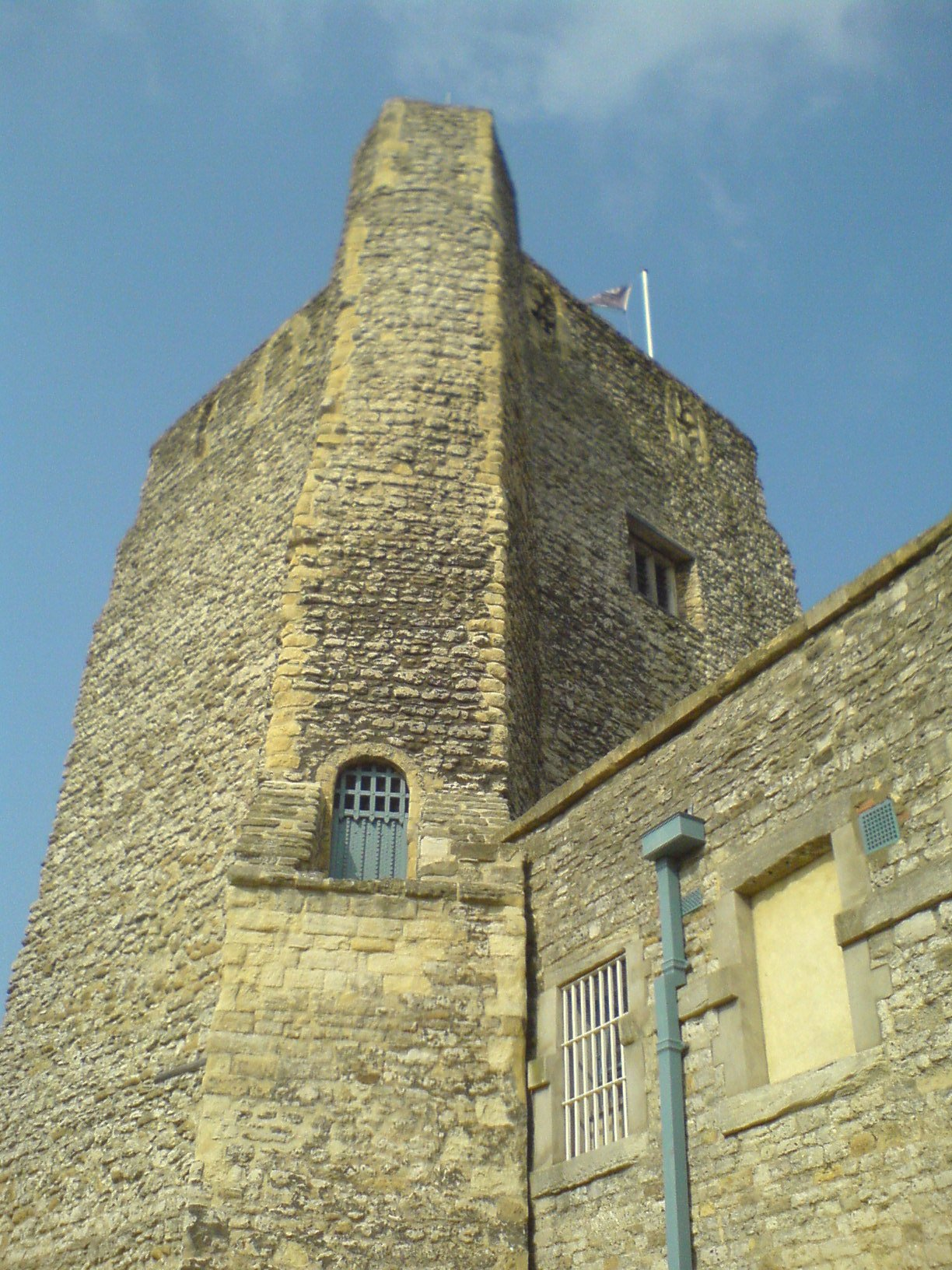
La torre di San Giorgio al castello di Oxford

La posizione dell'imperatrice cambiò radicalmente in seguito alla disfatta di Winchester. In seguito alla loro ritirata da Londra, a luglio Robert di Gloucester e Matilde assediarono Enrico nel suo castello episcopale a Winchester. Matilde stava usando il castello reale di Winchester quale base per le sue operazioni, ma poco dopo la regina Matilde d'Inghilterra e William di Ypres circondarono le forze angioine con la loro armata talché gli assedianti divennero assediati a loro volta. L'imperatrice decise di fuggire dalla città con le persone a lei vicine come FitzCount e Reginaldo di Cornovaglia, mentre il resto della sua armata ritardava le forze reali. Nella battaglia le forze dell'imperatrice vennero sconfitte e Robert di Gloucester in persona fu catturato durante la ritirata, mentre Matilde riuscì a raggiungere la sua fortezza a Devizes.
Con Stefano e Robert tenuti prigionieri nei rispettivi campi avversi, iniziarono le negoziazioni per concordare di una pace duratura, ma la regina Matilde non era disposta a nessun compromesso con l'imperatrice mentre Robert rifiutava ogni offerta per allearsi con Stefano. Nel novembre dello stesso anno, le due parti semplicemente si scambiarono entrambi i leader: Stefano ritornò alla sua regina e Robert di Gloucester all'imperatrice a Oxford. Enrico tenne un altro consiglio ecclesiastico riaffermando il pieno diritto del fratello al trono d'Inghilterra, e nel Natale del 1141 Stefano venne nuovamente incoronato re.
All'inizio del 1142, Stefano si ammalò e per Pasqua iniziarono a circolare voci che fosse morto. È possibile che tale malattia fosse il risultato della prigionia dell'anno precedente, ma ad avvenuta guarigione il re partì nuovamente verso nord per raggruppare nuove forze e per convincere, con successo, Ranulph de Gernon a cambiare parte ancora una volta rinnovando il giuramento a suo tempo tradito. Stefano spese l'estate nell'attaccare alcuni nuovi castelli angioini costruiti l'anno precedente, inclusi Cirencester, Bampton e Wareham.
Durante l'estate del 1142 Robert ritornò in Normandia per assistere Goffredo d'Angiò con le operazioni contro alcuni dei sostenitori rimanenti a Stefano nel luogo, prima di ritornare in Inghilterra in autunno. Allo stesso tempo, Matilde iniziò a essere maggiormente pressata dalle forze di Stefano e venne circondata a Oxford. La città appariva sicura, protetta come era da mura e dal fiume Isis, ma Stefano comandò un attacco improvviso attraverso il fiume, capeggiando la carica e nuotando per parte dell'assalto; una volta arrivati dall'altra parte, il re e i suoi uomini irruppero nella città, intrappolando l'imperatrice nel castello. Il castello di Oxford, tuttavia, era una potente fortezza e, piuttosto che fare irruzione, Stefano dovette iniziare un lungo assedio, sebbene sicuro che Matilde fosse oramai circondata. Poco prima di Natale, l'imperatrice riuscì a fuggire a piedi dal castello, attraversò il fiume ghiacciato e raggiunse Wallingford, lasciando la guarnigione del castello libera di arrendersi il giorno seguente. Matilde, dopo un periodo trascorso con FitzCount, ristabilì quindi la sua corte a Devizes.

### Fase di stallo (1143–1146)
La guerra civile inglese arrivò a una fase di stallo a metà degli anni 1140, mentre Goffredo d'Angiò consolidò il proprio potere in Normandia.
Il 1143 iniziò in maniera precaria per Stefano, assediato da Robert di Gloucester nel castello di Wilton, punto di ritrovo per le forze reali nello Herefordshire. Stefano tentò di rompere l'assedio e fuggire, il che portò alla battaglia di Wilton: la cavalleria angioina si dimostrò nuovamente troppo potente e per un momento sembrò che Stefano potesse essere catturato per una seconda volta; in questa occasione William Martel, assistente di Stefano, si espose strenuamente nella retroguardia permettendo a Stefano di fuggire dal campo di battaglia mentre lo stesso William veniva tratto prigioniero. Stefano considerò la lealtà di William così importante da scambiare il castello di Sherborne con il suo rilascio: una rara occasione in cui il re consegnò un castello per liberare un proprio uomo.
Nel tardo 1143 Stefano affrontò un nuovo pericolo a est, quando Geoffrey de Mandeville, I conte di Essex si ribellò contro il re nell'Anglia orientale. In realtà, Stefano, che nutriva da anni risentimento nei confronti del barone, provocò il conflitto convocando Geoffrey a corte e ivi facendolo arrestare. Il re minacciò di far giustiziare il conte di Essex a meno che i baroni non avessero consegnato i suoi numerosi castelli, inclusi la Torre di Londra, il castello di Walden e Pleshey e tutte le importanti fortificazioni che si trovavano all'interno o comunque vicino a Londra. Geoffrey si arrese, ma una volta libero si diresse nel Nordest verso l'isola di Ely, nel Fens, da dove iniziò una campagna militare contro Cambridge, con l'intenzione di progredire a sud verso Londra. Con tutti questi problemi e Hugh Bigod ancora in aperta ribellione nel Norfolk, a Stefano mancavano le risorse per rintracciare Geoffrey nel Fens e si accontentò di costruire una serie di castelli fra Ely e Londra, incluso il castello di Burwell.

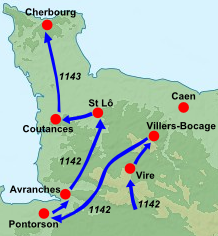
L'invasione della Normandia da parte di Goffredo d'Angiò nel 1442-1443

Ranulph de Gernon, intanto, si rivoltò ancora una volta nell'estate del 1144, dividendo l'"onore di Lancaster" di Stefano fra sé stesso e il principe Enrico di Scozia. Nell'Ovest Robert di Gloucester e i suoi seguaci, intanto, continuavano a razziare i territori reali confinanti, mentre il castello di Wallingford rimaneva una potente roccaforte angioina, troppo vicina a Londra per non destare preoccupazioni.
Nello stesso tempo, Goffredo d'Angiò finì di assicurarsi il possesso del Sud della Normandia e nel gennaio 1144 avanzò fino a Rouen, capitale del ducato, concludendo la propria campagna. Luigi VII di Francia lo riconobbe duca di Normandia poco dopo e, a questo punto della guerra, Stefano dipendeva sempre maggiormente dai suoi più prossimi alleati, come William di Ypres e altri, ma mancava del supporto dei baroni maggiori, i quali sarebbero forse stati in grado di consegnargli significativi rinforzi.
Dopo il 1143 la guerra avanzò più rapidamente, con leggeri vantaggi per Stefano. Miles di Gloucester, uno dei comandanti più talentuosi degli Angiò, era morto in un incidente di caccia il Natale precedente, abbassando un po' della pressione sulle forze del re nell'Ovest. La ribellione di Goffredo di Mandeville continuò fino a settembre 1144, quando morì durante un attacco su Burwell. La guerra nell'Ovest ebbe migliori esiti nel 1145, quando il re riconquistò il castello di Faringdon nell'Oxfordshire; nel Nord Stefano concluse un nuovo accordo con Ranulph de Gernon, ma nel 1146 il re ripeté il comportamento tenuto con Geoffrey di Mandeville nel 1143, prima invitando Ranulf a corte, poi arrestandolo e minacciando di farlo giustiziare a meno che non avesse consegnato un certo numero di castelli, inclusi quelli di Lincoln e Coventry. Come già avvenuto con Geoffrey, al momento del rilascio Ranulf si ribellò nuovamente, ma la situazione rimaneva di stallo. Stefano inviò nuove forze al Nord per proseguire una nuova campagna, mentre Ranulf rimaneva senza castelli utili per portare un attacco alle forze reali.
A questo punto, comunque, la pratica di Stefano di invitare baroni a corte per poi arrestarli gli procurò cattiva reputazione e crescente sfiducia.

### Fasi finali della guerra (1147-1152)

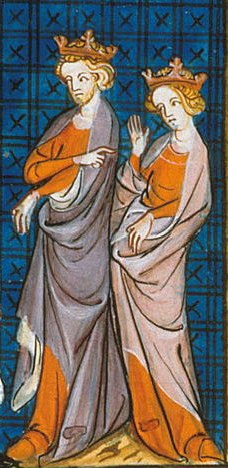
Una rappresentazione del XIV secolo di Enrico II ed Eleonora d'Aquitania

Le caratteristiche del conflitto in Inghilterra iniziarono gradualmente a cambiare. Lo storico Frank Barlow suggerisce che, per la fine degli anni 1140, «la guerra era finita», con l'eccezione di occasionali e sporadici combattimenti.

#### Matilde
Nel 1147 Robert di Gloucester morì di morte naturale e l'anno successivo, ritornando in Normandia, l'imperatrice Matilde disinnescò una discussione con la chiesa riguardo alla proprietà del castello di Devizes, contribuendo a ridurre la durata della guerra.
Nel frattempo era stata proclamata la seconda crociata e molti sostenitori angioini, compreso Waleran di Beaumont, vi presero parte, lasciando così la regione per diversi anni.
Molti dei baroni stavano intanto facendo accordi di pace fra loro per assicurare le proprie terre e le ricompense di guerra. Nel 1147 Goffredo d'Angiò e il figlio di Matilde, il futuro re Enrico II, orchestrarono un tentativo di invasione dell'Inghilterra basando le proprie forze su reparti di mercenari, ma la spedizione fallì anche perché Enrico non era, di fatto, in grado di pagare i propri uomini. Paradossalmente, fu Stefano d'Inghilterra a pagare i loro salari, permettendo così a Enrico di ritornare a casa in sicurezza; non sono chiare le ragioni di tale comportamento: una possibile spiegazione potrebbe essere la sua generale cortesia e cavalleria verso i membri della famiglia, un'altra che stesse in realtà iniziando a considerare come concludere la guerra rapidamente e pacificamente, vedendo questa occasione come una via per costruire una positiva relazione con Enrico.
Molti dei nobili più preminenti iniziarono a loro volta a negoziare le loro tregue personali e così iniziarono a deporre le armi, firmando trattati solitamente con la reciproca promessa di cessare le ostilità, limitare il numero di castelli, oppure ridurre la dimensione delle armate da portare in battaglia; tipicamente tali trattati includevano clausole che riconoscevano ai nobili la possibilità, nel caso i loro signori l'avessero richiesto, di riprendere i combattimenti. Nacque così una rete di trattati durante gli anni cinquanta del 1100, che ridussero il numero e il livello dei combattimenti locali in Inghilterra, tuttavia senza eliminarli completamente.
Matilde rimase in Normandia per il resto della guerra, concentrandosi nello stabilizzare il ducato e nel promuovere i diritti di suo figlio Enrico sul trono d'Inghilterra; quest'ultimo ritornò in Inghilterra nuovamente nel 1149, questa volta pianificando un'alleanza nel Nord con Ranulph de Gernon. Il piano angioino prevedeva l'assenso di Ranulf a rinunciare ai propri diritti su Carlisle, tenuta dagli scozzesi, in cambio dei diritti sull'intero onore di Lancaster; Ranulf avrebbe reso il proprio giuramento a Davide I di Scozia e a Enrico, con Enrico come suo Signore diretto. A seguito di questo trattato di pace, Enrico e Ranulf concordarono di attaccare York, probabilmente con l'aiuto degli scozzesi. Di rimando, Stefano marciò rapidamente verso nord a York e l'attacco pianificato si disgregò, ma permise comunque a Enrico di tornare in Normandia dove venne dichiarato Duca da suo padre. Anche se ancora giovane, Enrico stava guadagnando rapidamente una reputazione di leader capace ed energico; il suo prestigio e potere aumentarono maggiormente quando, inaspettatamente, sposò Eleonora nel 1152, duchessa d'Aquitania e recentemente divorziata moglie di Luigi VII di Francia. Il matrimonio fece di Enrico il futuro governante di un'enorme parte di territorio francese.

#### Stefano
Negli ultimi anni della guerra, anche Stefano iniziò a occuparsi delle questioni familiari e della successione.
Il re diede a Eustachio, suo figlio maggiore, la contea di Boulogne nel 1147, tuttavia rimase poco chiaro se avrebbe ereditato la corona d'Inghilterra. L'opzione preferita di Stefano sarebbe stata quella di una coreggenza, ovvero di far incoronare Eustachio mentre era ancora in vita imitando una procedura ormai usanza in Francia, ma non così in Inghilterra dove papa Celestino II, durante il suo breve pontificato dal 1143 al 1144, aveva proibito tale pratica. L'unico a poter incoronare Eustachio sarebbe stato l'arcivescovo Tebaldo, il quale avrebbe benissimo potuto intendere l'evento esclusivamente come una garanzia alla continuazione della guerra civile anche in seguito alla morte di Stefano. L'arcivescovo si rifiutò, tuttavia, di incoronare Eustachio senza l'assenso di papa Eugenio III. La situazione di Stefano peggiorò ulteriormente a seguito di altre diatribe con i prelati riguardo ai diritti e privilegi della chiesa.
Stefano reiterò il tentativo di far incoronare suo figlio nella Pasqua 1152, raccogliendo i propri nobili perché giurassero fedeltà a Eustachio e, quindi, insistendo con Tebaldo e i suoi vescovi per consacrarlo come re. Al nuovo rifiuto dell'arcivescovo, Stefano ed Eustachio lo fecero imprigionare insieme ai vescovi e si rifiutarono di rilasciarli a meno che non avessero accettato di consacrare come re Eustachio. Le relazioni del re con la chiesa erano giunte ai livelli più bassi del suo regno; intanto Tebaldo, riuscito a fuggire, riparò in esilio temporaneo nelle Fiandre, inseguito fino alla costa dai cavalieri di Stefano.

## Fine della guerra

### Negoziati di pace (1153-1154)
Aree in linea di massima sotto il controllo di Stefano
     Angioini
     Ranulf di Chester e Roberto di Leicester
      Davide I di Scozia

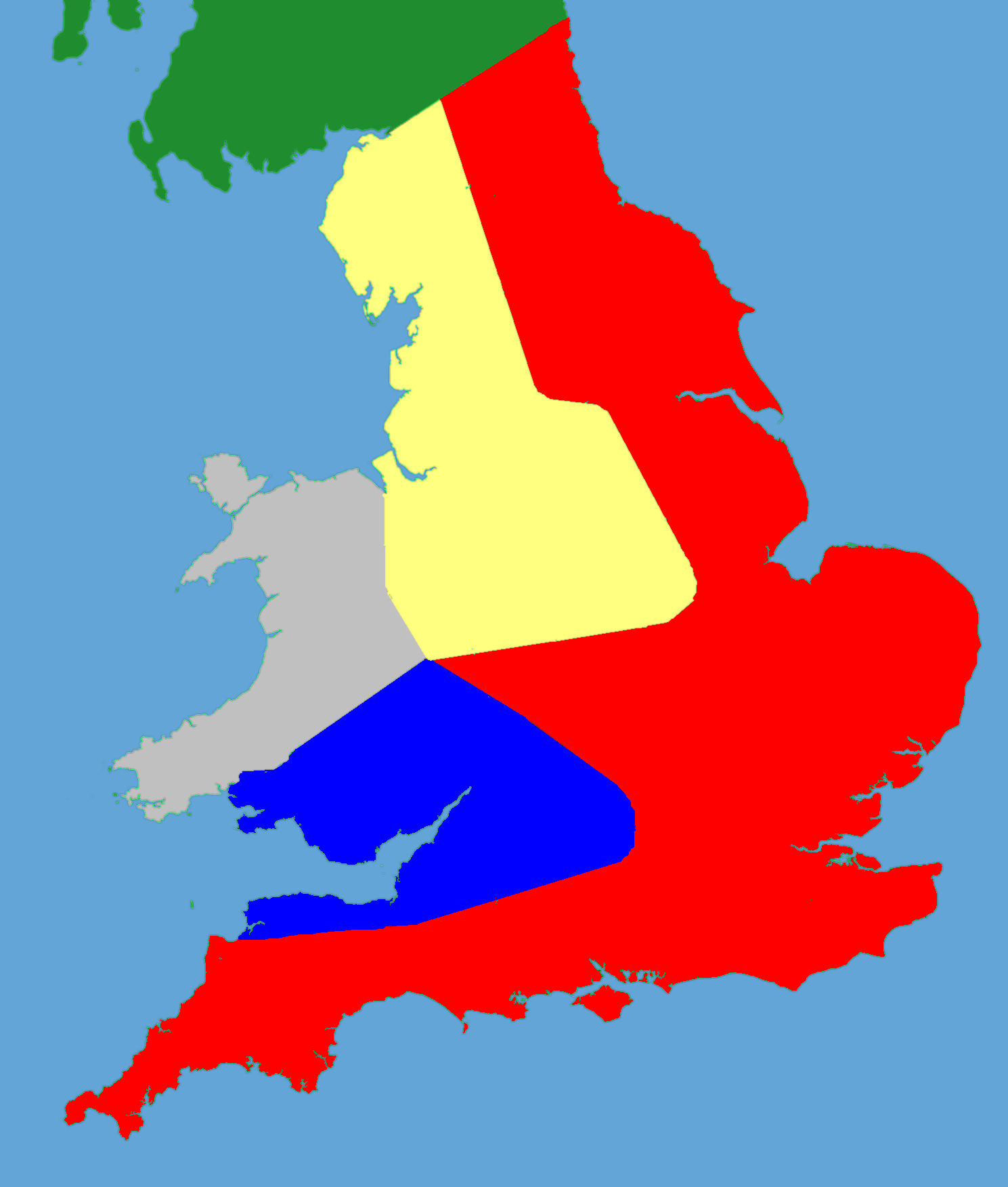
Mappa politica del Sud dell'Inghilterra nel 1153
Aree in linea di massima sotto il controllo di Stefano
Angioini
Ranulf di Chester e Roberto di Leicester
Davide I di Scozia

Enrico, il futuro Enrico II d'Inghilterra, tornò nuovamente in Inghilterra durante l'inizio del 1153 con una piccola armata, supportato nel Nord e nell'Est da Ranulph de Gernon e Hugh Bigod. Il castello di Stefano a Malmesbury venne assediato dalle forze d'invasione, e il re rispose marciando verso ovest con un'armata per liberare la piazzaforte.
Stefano cercò, senza successo, di obbligare la più piccola armata di Enrico a uno scontro decisivo lungo il fiume Avon. Anche in previsione dell'imminente inverno, Stefano acconsentì a una tregua temporanea e ritornò a Londra, lasciando a Enrico la possibilità di viaggiare verso nord attraverso le Midlands, dove il potente Robert de Beaumont, conte di Leicester, annunciò il proprio supporto alla causa angioina. Nonostante il ben modesto successo militare, Enrico e i suoi alleati controllavano così il Sudovest, le Midlands e buona parte del Nord dell'Inghilterra. Poco prima di Pasqua, una delegazione di anziani prelati inglesi si incontrò con Enrico e i suoi consiglieri a Stockbridge; molti dettagli della discussione rimasero poco chiari, sembra tuttavia che gli uomini di chiesa enfatizzassero il loro supporto a Stefano, auspicando comunque a una pace negoziata. Enrico confermò nuovamente che avrebbe evitato le cattedrali inglesi e non avrebbe obbligato i vescovi a presenziare a corte.
Stefano, intanto, durante l'estate intensificò il già lungo assedio del castello di Wallingford in un tentativo finale di prendere la roccaforte angioina. Quando la caduta di Wallingford sembrava imminente, Enrico marciò verso sud con una piccola armata con l'auspicio di fermare l'assedio, e riuscì a porre le forze di Stefano sotto assedio a loro volta. Avendo appreso tale evento, Stefano organizzò una grossa armata e marciò verso Oxford; le due parti si confrontarono a luglio lungo il Tamigi, vicino a Wallingford. I baroni, a questo punto della guerra, erano ormai sempre più interessati a evitare scontri in campo aperto e, invece di un combattimento, i membri della chiesa riuscirono a organizzare una tregua, con disappunto sia di Stefano sia di Enrico.
In seguito alla tregua, Stefano ed Enrico si incontrarono per valutare una possibile fine della guerra. Eustachio, figlio di Stefano, era chiaramente contrario alla pacifica conclusione di Wallingford: il principe lasciò il padre per ritornare a Cambridge con l'intento di raccogliere maggiori fondi per una nuova campagna, ma si ammalò improvvisamente e morì il mese seguente. La morte del figlio di Stefano rimosse un ovvio pretendente al trono e si presentava particolarmente conveniente per coloro che aspiravano a una pace permanente in Inghilterra. È tuttavia possibile che già Stefano avesse iniziato a riconsiderare l'idea di Eustachio: lo storico Edmund King, per esempio, osserva che le rivendicazioni del principe non vennero menzionate nelle discussioni a Wallingford, e tale comportamento potrebbe chiaramente aver aumentato l'opposizione di Eustachio nei confronti del padre.
I combattimenti, sebbene con minor violenza, continuarono anche dopo Wallingford. Stefano perse le città di Oxford e Stamford mentre era occupato a combattere Hugh Bigod nell'Est dell'Inghilterra, tuttavia il castello di Nottingham resistette a un tentativo di presa da parte degli angioini. Allo stesso tempo Enrico di Blois, fratello di Stefano, e l'arcivescovo di Canterbury Teobaldo di Bec si unirono nuovamente nella speranza di procurare una pace duratura tra le due parti, facendo pressioni su Stefano perché accettasse un accordo.
Le armate di Stefano ed Enrico si incontrarono nuovamente a Winchester in novembre; qui i due contendenti ratificarono i termini di una pace permanente: Stefano annunciò il trattato di Winchester nella cattedrale della città, in base al quale riconobbe Enrico come suo figlio adottivo e successore, in cambio del suo giuramento di fedeltà; promise inoltre di ascoltare i consigli di Enrico, pur mantenendo le sue prerogative reali. L'unico figlio rimanente a Stefano, Guglielmo, avrebbe a sua volta reso giuramento a Enrico, rinunciando così alla sua pretesa al trono; in cambio avrebbe mantenuto le sue terre, mentre i castelli chiave reali sarebbero stati presi da Enrico tramite dei garanti e Stefano avrebbe avuto accesso ai castelli di Enrico. Infine i numerosi mercenari stranieri sarebbero stati mandati a casa. Stefano ed Enrico conclusero l'accordo con un bacio della pace nella cattedrale di Winchester.

### Transizione e ricostruzione (1154-1165)

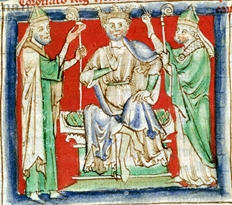
L'arcivescovo Teobaldo mentre incorona Enrico nel 1154

La decisione di Stefano di riconoscere Enrico come suo erede non fu, al tempo, necessariamente una soluzione finale alla guerra civile. Nonostante l'emissione di nuova valuta e di riforme amministrative, Stefano avrebbe potenzialmente potuto vivere per molti anni, mentre la posizione di Enrico sul continente era lontana dall'essere sicura. Anche se Guglielmo, figlio di Stefano, nel 1153 era ancora giovane e impreparato a sfidare Enrico, la situazione avrebbe facilmente potuto cambiare negli anni seguenti; nel 1154, per esempio, vi furono voci secondo cui Guglielmo stesse pianificando di assassinare Enrico. Lo storico Graham White descrive il trattato di Winchester come «una pace precaria», riassumendo così il giudizio della maggioranza degli storici moderni secondo cui la situazione verso la fine del 1153 rimase comunque incerta e imprevedibile. In ogni caso, Stefano iniziò a viaggiare lungo tutto il regno, emettendo nuovamente writs per il Sudovest dell'Inghilterra e viaggiando verso York dove tenne una corte maggiore nel tentativo di mostrare ai baroni del Nord come l'autorità reale fosse stata ripristinata. Dopo l'intensa estate nel 1154, Stefano si spostò verso Dover per incontrare il conte delle Fiandre: alcuni storici ritengono che in tale fase il re fosse già affetto da una gastropatia, che lo avrebbe poi portato a morte, e stesse perciò organizzando gli affari familiari.
Stefano d'Inghilterra morì il 25 di ottobre.
Enrico non sentì la necessità di tornare immediatamente in Inghilterra, tuttavia, una volta arrivato l'8 dicembre 1154, accettò rapidi giuramenti di fedeltà da alcuni dei baroni e venne velocemente incoronato, insieme con Eleonora d'Aquitania, nell'abbazia di Westminster. La corte venne radunata nell'aprile del 1155, e qui i baroni giurarono fedeltà al re e ai suoi figli.
Enrico, come sancito dal trattato di Wallingford, si presentò come il legittimo erede di Enrico I e iniziò a ricostruire il regno dopo i lunghi anni di guerra. Anche se Enrico tentò di continuare i metodi governativi di Stefano, il nuovo re descrisse i diciannove anni di precedente amministrazione come caotici e problematici, il tutto derivante dall'usurpazione del trono da parte del predecessore. Molte misure vennero immediatamente assunte, tuttavia Enrico spese sei anni e mezzo dei suoi primi otto di regno in Francia, svolgendo perciò gran parte del suo incarico da lontano.
L'Inghilterra aveva sofferto grandemente durante la guerra: la Cronaca anglosassone descrisse tali anni come se «non ci fosse niente se non disordini, malvagità e furto». Certamente in molte parti del Paese, come il Sudovest, i villaggi sulle rive del Tamigi e nell'Anglia orientale, i combattimenti e le incursioni avevano portato seria devastazione. 

Mappa delle conquiste plantagenete fino al 1166

Il precedente sistema reale di valuta centralizzata collassò visto che Stefano, l'Imperatrice e tutti i signori locali coniavano moneta propria. Paradossalmente, alcune parti del Paese non vennero toccate per tutta la durata del conflitto: un esempio sono le terre di Stefano nel Sudest e il cuore delle terre angioine intorno a Gloucester e Bristol, mentre Davide I di Scozia governava i propri territori nel Nord inglese con diligenza. Tuttavia gli incassi del re per il suo patrimonio diminuirono decisamente dopo il 1141 e il controllo reale sulla coniazione rimase limitato al di fuori del Sudest e dell'Anglia orientale. Con Stefano spesso basato nel Sudest, Westminster venne sempre più usata come centro del governo reale al posto di Winchester.
Tra le prime misure di Enrico vi furono l'espulsione dei rimanenti mercenari stranieri e la continuazione della demolizione dei castelli non autorizzati: il cronista Robert di Tourigni registrò che ne vennero distrutti 375 senza, tuttavia, fornire dettagli al riguardo. Studi recenti su specifiche regioni suggeriscono che probabilmente vennero dismessi meno castelli di quanto precedentemente ritenuto e che molti possano essere stati, di fatto, semplicemente abbandonati. Enrico diede anche alta priorità alla restaurazione delle finanze reali, rivitalizzando il processo finanziario di Enrico I e tentando di migliorare la qualità dei conti. Per gli anni sessanta del 1100, il processo di ripresa finanziaria essenzialmente si concluse.
Il periodo postbellico vide anche un aumento di attività lungo i confini inglesi. Il re scozzese e i governanti del Galles si erano infatti avvantaggiati durante la lunga guerra civile conquistando terre disputate; Enrico decise di invertire questa tendenza. Nel 1157 gli interventi di Enrico portarono alla restituzione, da parte di Malcolm di Scozia, dei territori nel Nord dell'Inghilterra presi durante la guerra e il re iniziò immediatamente a ri-fortificare il confine del Nord.
Più difficoltoso si dimostrò ristabilire la supremazia anglo-normanna nel Galles ed Enrico dovette svolgere due campagne, nel Nord e Sud del Paese, tra il 1157 e il 1158 prima che i principi locali Owain Gwynedd e Rhys ap Gruffydd si sottomettessero al suo comando accettando le divisioni della terra precedenti alla guerra civile.

## Lascito

### Storiografia

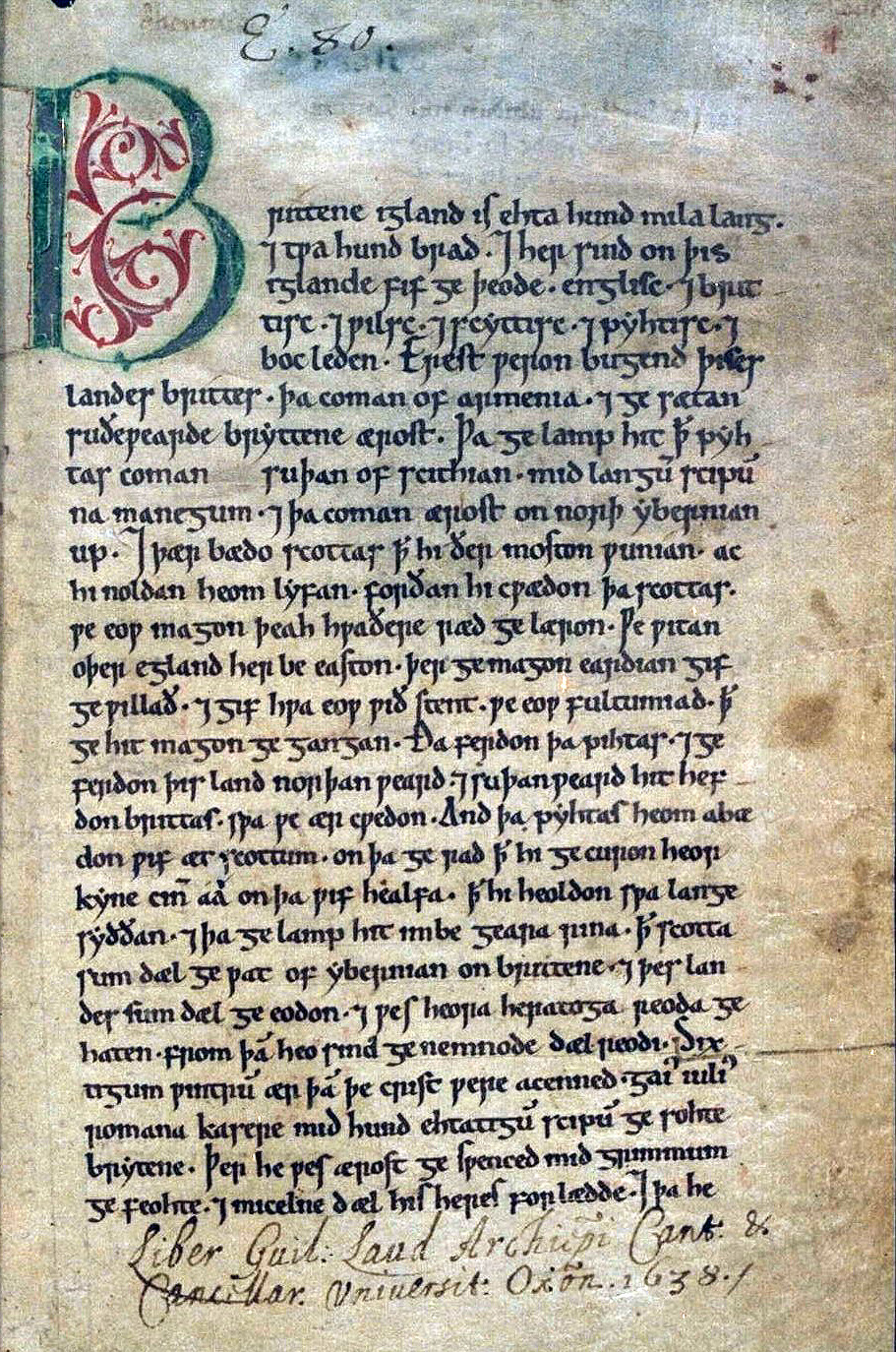
La prima pagina della Cronaca di Peterborough, scritta attorno al 1150, che contiene dettagli riguardo agli eventi della guerra civile

Gran parte della storia moderna relativa al periodo detto dell'Anarchia è basata sui racconti dei cronisti vissuti in quello stesso periodo, o di poco successivi nel XII secolo. I resoconti offrono perciò un'immagine relativamente ricca dell'epoca. Tutte le cronache principali contengono significativi pregiudizi su come vengono dipinti i differenti eventi della guerra: molte delle cronache più importanti sono state scritte nel Sudovest dell'Inghilterra, inclusi le Gesta Stephani e l'Historia Novella di Guglielmo di Malmesbury.
In Normandia, Orderico Vitale scrisse il suo Historia Ecclesiastica, coprendo il periodo fino al 1141, mentre Roberto di Torigni descrisse il resto degli anni. Enrico di Huntingdon, che visse nell'Est dell'Inghilterra, scrisse Historia Anglorum che concede un punto di vista regionale sul conflitto. La Cronaca anglosassone non descrive gli avvenimenti della guerra, se non con riguardo alle terribili condizioni della popolazione durante il conflitto: si racconta nella cronaca, per esempio, come «si dicesse apertamente che Cristo e i suoi Santi fossero addormentati».
La maggior parte delle cronache contengono pregiudizi nei confronti delle figure politiche opposte nel conflitto.
L'uso del termine "Anarchia" (in inglese: the Anarchy) per descrivere la guerra civile è stato inoltre oggetto di molte discussioni.
Il termine in sé origina dal tardo periodo vittoriano. Molti storici del periodo concordavano in un corso progressivo e universalista dello sviluppo politico ed economico in Inghilterra durante il Medioevo. William Stubbs, continuando in questa tradizione Whig, analizza gli aspetti politici del periodo nel suo volume del 1874 denominato Storia costituzionale dell'Inghilterra. Questo lavoro evidenzia un apparente blocco nello sviluppo costituzionale inglese durante gli anni 1140, facendo così coniare il termine "Anarchia" da John Round, studente di Stubbs, per descrivere il periodo. Tuttavia, in seguito, gli storici iniziarono a criticare il termine per via dell'analisi di archivi finanziari e altri documenti del periodo, i quali fanno pensare che l'effettivo crollo di legge e ordine fosse più ristretto e localizzato di quanto le cronache del tempo dipingessero. Lavori successivi negli anni novanta reinterpretarono gli sforzi di Enrico nella ricostruzione postbellica, suggerendo una maggiore continuità riguardo al governo di Stefano di quanto si supponesse in precedenza.
L'etichetta "Anarchia" rimane tuttavia utilizzata dagli storici moderni, anche se raramente senza riserve.

## Nella cultura di massa
Il periodo dell'Anarchia inglese fa da sfondo al romanzo storico I pilastri della terra di Ken Follett. Vi sono descritte le vicende relative al naufragio della Nave Bianca, alla conseguente contesa dinastica che si aprì alla morte di Enrico I e alla relativa guerra civile, fino all'ascesa al trono di Enrico II.
Nel 2010 viene pubblicata la trasposizione televisiva del romanzo di Ken Follett da parte del regista Ridley Scott, con attori come Donald Sutherland, Ian McShane e un giovane Eddie Redmayne. La maggior parte dei personaggi principali sono frutto di fantasia, tuttavia re Stefano (Tony Curran), Enrico I (Clive Wood), l'imperatrice Matilde (Alison Pill), Robert di Gloucester (Matt Devere), Enrico Plantageneto (Freddie Boath) ed Eustachio IV (Douglas Booth) sono presenti nella miniserie, le cui vicende ricalcano a grandi linee quelle realmente accadute.
Anche Ellis Peters ha ambientato nell'Inghilterra di quel periodo la sua fortunata serie di romanzi, dove il protagonista è Fratello Cadfael, un benedettino con passato da crociato, che vive nell'abbazia di Shrewsbury con l'incarico ufficiale di monaco erborista, ma con la propensione nel risolvere misteri e omicidi. Il caos dell'Anarchia in questa visione non è una storica lotta tra potenti, ma una presenza costante, quotidiana, che entra nella vita della gente comune e ne condiziona le speranze e il futuro.
Il periodo dell'anarchia inglese ha ispirato lo scrittore George R.R. Martin per le vicende narrate in fuoco e sangue, che racconta la sanguinosa guerra civile tra due rami della dinastia Targaryen per il controllo dei sette regni e del trono di spade.

### Annotazioni
1. ↑  Ci sono state numerose speculazioni riguardo alle cause dell'affondamento della Nave Bianca. Alcune teorie propongono il soprannumero di passeggeri mentre altre l'eccessivo bere di capitano ed equipaggio della nave. (Bradbury, p. 2).
2. ↑  Gli storici moderni, come per esempio Edmund King, dubitano che Hugh Bigod fosse sincero nelle sue dichiarazioni. (King (2010), p. 52).
3. ↑  Le opinioni differiscono se la maniera con cui Stefano acquisì il potere possa rassomigliare un golpe. Frank Barlow, per esempio, lo descrive come un esemplare colpo di Stato, mentre King è meno certo che questa sia un'appropriata descrizione degli eventi. (Barlow, p. 165; King (2010), p. 46).
4. ↑  Gli eventi in Normandia sono stati registrati in maniera peggiore rispetto ad altre zone, quindi l'esatta successione degli eventi è poco certa. Lo storico Robert Helmerichs, per esempio, descrive alcune inconsistenze al riguardo. Alcuni storici, inclusi David Crouch e Helmerichs, argomentano che Tebaldo e Stefano avessero probabilmente già un accordo privato per prendere il potere in seguito alla morte di Enrico. (Helmerichs, pp. 136-137; Crouch (2002), p. 245).
5. ↑  Le valute medioevali sono difficili da convertire nel valore moderno. 2000 marchi equivalevano a circa 1333 sterline inglesi in un periodo in cui il riattamento di un castello maggiore costava circa 1115 sterline. (Pettifer, p. 257).
6. ↑  R. Davis e W. L. Warren argomentano che la tipica contea implicava la delega di considerevoli poteri reali; Keith Stringer e Judith Green concordano che il grado di poteri era collegato al livello di minaccia e che forse in totale meno potere era delegato di quanto si pensasse un tempo. (White (2000), pp. 76-77).
7. ↑  L'impatto di questi arresti sull'efficacia della successiva amministrazione reale e della lealtà della chiesa inglese venne molto discusso. Kenji Yoshitake rappresenta il corrente consenso accademico quando afferma che l'impatto di questi arresti «non fosse serio», ponendo l'inizio della disintegrazione del governo reale successivamente alla battaglia di Lincoln. (Yoshitake, pp. 97–98; 108–109).
8. ↑  Keith Stringer argomenta come Stefano «fosse assolutamente nel giusto» nel confiscare i castelli, mentre l'atto fu «un'esposizione di maestria reale». Jim Bradbury e Frank Barlow lodano la solidità della tattica. David Carpenter e R. Davis, tuttavia, osservano come Stefano finì col rompere le sue promesse alla chiesa e venne così forzato ad apparire di fronte a un tribunale ecclesiastico, danneggiando la sua relazione con Enrico di Blois, la qual cosa avrebbe avuto gravi implicazioni nel 1141. (Stringer, p. 20; Bradbury, p. 61; Davis, p. 35; Barlow, p. 173; Carpenter, p. 170).
9. ↑  Si trattava usualmente di strutture, nate in Germania nel X secolo, costituite di palizzate circolari o ellissoidali che circondavano una struttura centrale fortificata, pure in legno. Erano talvolta protette da un fossato con ponte per attraversare.
10. ↑  Un signore nominato dal re col compito di sorvegliare i confini.
11. ↑  Edmund King differisce riguardo all'invito all'Imperatrice per Arundel, argomentando che semplicemente apparì inaspettatamente. (King (2010), p. 116).
12. ↑  La cavalleria era un principio ben sancito all'epoca e non era considerato appropriato o normale giustiziare personalità d'alto rango. Come osserva lo storico John Gillingham, né Stefano né Matilde ruppero questa tradizione, tranne nei casi in cui l'opponente avesse già contravvenuto le norme di condotta militare. (Gillingham, pp. 49-50).
13. ↑  David Crouch suggerisce che in effetti fu la debolezza reale nella fanteria a causare la loro disfatta a Lincoln, proponendo che la milizia inglese non fosse esperta come la fanteria gallese di Robert. (Crouch (2002), p. 260).
14. ↑  Il motivo per cui i sostenitori di Stefano lo abbiano abbandonato nella battaglia di Lincoln, se siano semplicemente scappati, si siano ritirati oppure effettivamente lo abbiano tradito è stato lungamente dibattuto. (Bennett, p. 105).
15. ↑  Così veniva indicato un vasto possedimento terriero dell'Inghilterra nord-occidentale.
16. ↑  Edmund King crede che l'attacco non arrivò mai vicino a York, mentre Davis è dell'opinione che arrivò ma venne ostacolato dalla presenza dell'armata di Stefano.
17. ↑  Ricerche recenti hanno mostrato come Stefano avesse iniziato il programma di distruzione dei castelli prima della sua morte e che i contributi di Enrico erano meno sostanziali di quanto creduto in precedenza; in ogni caso Enrico non si prese molto credito per il lavoro svolto. (Amt, p. 44).
18. ↑  Scritta forse da Robert di Bath.
19. ↑  E. Santoro, Carcere e società liberale, Torino, Giappichelli, 1997, p. 1, ove si fa riferimento alla storiografia Whig (denominazione che nasce da un celebre libro di Herbert Butterfield intitolato The Whig interpretation of Histoy, pubblicato nel 1931), secondo la quale l'evoluzione delle modalità punitive si è realizzata lungo i binari fissati dall'umanitarismo religioso e dalla critica illuministica dell'assolutismo. Il cambiamento in quanto tale è considerato un progresso: i principali mutamenti delle pratiche penali vengono rappresentati come "riforme".

### Fonti
1. ↑  Barlow, p. 111; Koziol, p. 17; Thompson, p. 3.
2. ↑  Carpenter, p. 137.
3. ↑  Huscroft, p. 69.
4. ↑  Carpenter, pp. 142-143.
5. ↑  Bradbury, pp. 1-3.
6. ↑  Hume, p. 49.
7. 1 2 3  Barlow, p. 162.
8. ↑  Huscroft, pp. 65, 69–71; Carpenter, p. 125.
9. ↑  Bradbury, p. 3; Chibnall, p. 64.
10. ↑  Bradbury, pp. 6-7.
11. ↑  Musca, p. 33; Barlow, p. 160; Chibnall, p. 33
12. 1 2  Barlow, p. 161.
13. ↑  Carpenter, p. 160.
14. ↑  Carpenter, p. 161; Stringer, p. 8.
15. ↑  Bradbury, p. 9; Barlow, p. 161.
16. ↑  Hume, p. 51.
17. ↑  King (2010), pp. 30-31; Barlow, p. 161.
18. ↑  King (2010), pp. 38-39.
19. ↑  King (2010), p. 38; Crouch (2008a), p. 162.
20. ↑  Hume, pp. 51-52.
21. 1 2  Musca, p. 34.
22. 1 2  Hume, p. 50.
23. ↑  King (2010), p. 13.
24. ↑  Davis, p. 8.
25. ↑  (EN) E.B. Fryde, et al., Handbook of British Chronology, 3ª ed., Londra, 276, 1986,  p. 276, ISBN 0861931068.
26. ↑  King (2010), p. 29.
27. ↑  Crouch (2002), p. 246.
28. ↑  Chibnall, pp. 66-67.
29. ↑  Barlow, pp. 163-164.
30. ↑  Barlow, p. 163; King (2010), p. 43.
31. ↑  King (2010), p. 43.
32. ↑  King (2010), p. 45.
33. 1 2 3  Hume, p. 52.
34. ↑  King (2010), pp. 45-46.
35. ↑  King (2010), p. 46.
36. 1 2 3  Crouch (2002), p. 247.
37. ↑  King (2010), p. 47.
38. ↑  King (2010), pp. 46-47.
39. ↑  King (2010), p. 47; Barlow, p. 163.
40. ↑  Barlow, p. 163; Carpenter, p. 168.
41. 1 2  King (2010), p. 52.
42. 1 2  Carpenter, p. 165.
43. 1 2  King (2010), p. 53.
44. ↑  King (2010), p. 57.
45. ↑  Crouch (2002), p. 250.
46. ↑  King (2010), pp. 57-60; Davis, p. 22.
47. ↑  White (2000), p. 78.
48. ↑  Crouch (2008a), p. 29; King (2010), pp. 54-55.
49. ↑  Carpenter, p. 167.
50. ↑  Crouch (2008b), pp. 46-47.
51. ↑  Crouch (2002), pp. 248-249.
52. ↑  Carpenter, pp. 164-165; Crouch (1998), p. 258.
53. ↑  Crouch (1998), pp. 260, 262.
54. ↑  Bradbury, pp. 27-32.
55. 1 2 3  Barlow, p. 168.
56. ↑  Crouch (2008b), pp. 46-47; Crouch (2002), p. 252.
57. ↑  Crouch (2008b), p. 47.
58. ↑  Davis, p. 27.
59. ↑  Davis, p. 27; Bennett, p. 102.
60. ↑  Davis, p. 28.
61. ↑  Barlow, pp. 165, 167; Stringer, pp. 17-18.
62. 1 2  Barlow, p. 168; Crouch (1998), p. 264; Carpenter, p. 168.
63. 1 2  Carpenter, p. 169.
64. 1 2 3 4  Barlow, p. 169.
65. ↑  Stringer, p. 18.
66. ↑  Chibnall, pp. 70-71; Bradbury, p. 25.
67. 1 2 3 4  Carpenter, p. 166.
68. 1 2  Crouch (2002), p. 256.
69. ↑  Bradbury, p. 67.
70. 1 2 3 4  Davis, p. 50.
71. ↑  Chibnall, p. 74.
72. ↑  Chibnall, pp. 75-76.
73. ↑  Bradbury, p. 52.
74. ↑  Bradbury, p. 70.
75. ↑  Barlow, pp. 171-172; Crouch (2008a), p. 29.
76. ↑  Barlow, p. 172.
77. ↑  Davis, p. 31.
78. 1 2 3  Davis, p. 32.
79. ↑  Yoshitake, p. 98.
80. ↑  Davis, p. 34; Barlow, p. 173.
81. 1 2 3  Bradbury, p. 71.
82. ↑  Morillo, pp. 16-17.
83. ↑  Stringer, pp. 24-25.
84. ↑  Morillo, pp. 51-52.
85. 1 2 3  Bradbury, p. 74.
86. ↑  Morillo, p. 52.
87. ↑  Bradbury, p. 73.
88. ↑  Walker, p. 15.
89. ↑  Creighton, p. 59.
90. ↑  Coulson, p. 69.
91. ↑  Coulson, p. 69; Bradbury, p. 191.
92. ↑  Bradbury, p. 28.
93. 1 2  Creighton, p. 56.
94. ↑  Creighton, p. 57.
95. ↑  Mackenzie, p. 149; Gravett e Hook, p. 43.
96. ↑  King (2010), p. 301.
97. ↑  Stringer, pp. 15-16; Davis, p. 127.
98. ↑  Barlow, p. 167.
99. ↑  Carpenter, p. 172.
100. ↑  Chibnall, pp. 26, 33.
101. ↑  Chibnall, p. 97.
102. ↑  Chibnall, pp. 62-63.
103. ↑  Chibnall, p. 63.
104. ↑  Chibnall, pp. 58-59.
105. ↑  King (2010), pp. 61-62.
106. ↑  Davis, p. 40; Chibnall, p. 82.
107. ↑  Chibnall, pp. 85-87; Bradbury, p. 50.
108. 1 2  Davis, p. 39.
109. ↑  Davis, p. 40.
110. 1 2 3  Bradbury, p. 78.
111. ↑  Bradbury, p. 79.
112. ↑  Gillingham (1994), p. 31.
113. ↑  Bradbury, p. 81.
114. ↑  Chibnall, pp. 83-84.
115. ↑  Bradbury, p. 82; Davis, p. 47.
116. ↑  Bradbury, p. 83.
117. ↑  Bradbury, pp. 82-83.
118. ↑  Davis, p. 42.
119. 1 2 3  Davis, p. 43.
120. 1 2  Bradbury, p. 88.
121. ↑  Bradbury, p. 90.
122. ↑  Chibnall, p. 92.
123. ↑  Bradbury, p. 91.
124. 1 2  Davis, pp. 50-51.
125. 1 2  Davis, p. 52.
126. 1 2  Bradbury, p. 105.
127. ↑  Bradbury, p. 104.
128. 1 2  Bradbury, p. 108.
129. 1 2  Bradbury, pp. 108-109.
130. 1 2  King (2010), p. 154.
131. ↑  King (2010), p. 155.
132. 1 2  King (2010), p. 156.
133. ↑  King (2010), p. 175; Davis, p. 57.
134. 1 2  King (2010), p. 158; Carpenter, p. 171.
135. ↑  Chibnall, pp. 98-99.
136. ↑  Chibnall, p. 98.
137. ↑  Chibnall, p. 102.
138. ↑  Chibnall, p. 103.
139. ↑  King (2010), p. 163; Chibnall, pp. 104-105.
140. ↑  Carpenter, p. 173; Davis, p. 68; Crouch (2008b), p. 47.
141. ↑  Crouch (2008b), p. 52.
142. 1 2  Crouch (2002), p. 261.
143. ↑  Bennett, p. 106; Crouch (2002), p. 261.
144. ↑  Barlow, p. 176.
145. ↑  Bradbury, p. 121.
146. ↑  Barlow, p. 176; Chibnall, p. 113.
147. ↑  Chibnall, p. 113.
148. ↑  Barlow, p. 177; Chibnall, p. 114.
149. 1 2  Barlow, p. 177.
150. ↑  Barlow, p. 177; Chiball, p. 115.
151. ↑  Bradbury, pp. 134, 136.
152. 1 2  Barlow, p. 178.
153. 1 2  Bradbury, p. 136.
154. ↑  Chibnall, pp. 116-117.
155. 1 2 3  Bradbury, p. 137.
156. ↑  Chibnall, p. 117.
157. ↑  Davis, p. 78.
158. 1 2  Bradbury, p. 139.
159. ↑  Bradbury, p. 140.
160. ↑  Bradbury, pp. 140-141.
161. ↑  Bradbury, p. 141.
162. 1 2  Bradbury, p. 143.
163. ↑  Bradbury, p. 144.
164. ↑  Bradbury, p. 145.
165. 1 2 3 4  Barlow, p. 179.
166. ↑  Amt, p. 7.
167. ↑  Crouch (2002), p. 269; White (1998), p. 133.
168. ↑  Bradbury, p. 158.
169. ↑  Bradbury, p. 147.
170. 1 2  Bradbury, p. 146.
171. ↑  Davis, p. 97.
172. 1 2 3  Barlow, p. 180.
173. ↑  Barlow, p. 180; Chibnall, pp. 148-149.
174. ↑  Davis, pp. 111-112.
175. ↑  King (2010), p. 243; Barlow, p. 180.
176. ↑  Davis, pp. 111-113.
177. ↑  Davis, p. 112.
178. ↑  Davis, p. 113.
179. ↑  Chibnall, pp. 141, 151–152.
180. ↑  King (2010), p. 253.
181. ↑  King (2010), p. 254.
182. ↑  King (2010), p. 255.
183. ↑  Davis, p. 107; King (2010), p. 255.
184. ↑  Carpenter, p. 188.
185. ↑  King (2010), p. 237.
186. 1 2  Davis, p. 105.
187. ↑  Davis, p. 105; Stringer, p. 68.
188. ↑  Davis, pp. 100-102.
189. 1 2 3  King (2010), p. 264.
190. ↑  Bradbury, pp. 178-179.
191. 1 2 3  Bradbury, p. 180.
192. ↑  Bradbury, p. 181.
193. ↑  King (2007), p. 26.
194. ↑  Bradbury, p. 182.
195. 1 2  Bradbury, p. 183.
196. 1 2  Bradbury, p. 183; King (2010), p. 277; Crouch (2002), p. 276.
197. ↑  King (2010), pp. 278-279; Crouch (2002), p. 276.
198. ↑  King (2010), p. 278.
199. ↑  Bradbury, p. 184.
200. ↑  King (2010), pp. 279-280; Bradbury, p. 187.
201. ↑  King (2010), p. 280.
202. ↑  King (2010), pp. 280-283; Bradbury, pp. 189-190; Barlow, pp. 187-188.
203. ↑  King (2010), p. 281.
204. 1 2  Bradbury, p. 211; Holt, p. 306.
205. 1 2  Crouch (2002), p. 277.
206. ↑  White (1990), p. 12, citazione Bradbury, p. 211.
207. ↑  Amt, p. 19.
208. 1 2  King (2010), p. 300.
209. 1 2  White (2000), p. 5.
210. ↑  White (2000), p. 2.
211. ↑  White (2000), pp. 2-3.
212. ↑  White (2000), p. 8.
213. ↑  Huscroft, p. 76.
214. 1 2 3  Barlow, p. 181.
215. ↑  Carpenter, p. 197.
216. ↑  White (1998), p. 43; Blackburn, p. 199.
217. ↑  Green, pp. 110-111, citazione White (2008), p. 132.
218. 1 2  Amt, p. 44.
219. ↑  White (2000), pp. 130, 159.
220. ↑  Barratt, p. 249.
221. ↑  Warren (2000), p. 161.
222. ↑  White (2000), p. 7; Carpenter, p. 211.
223. ↑  White (2000), p. 7; Huscroft, p. 140; Carpenter, p. 214.
224. ↑  King (2006), p. 195.
225. 1 2  Davis, p. 146.
226. ↑  Davis, pp. 147, 150.
227. ↑  Davis, p. 151; Bradbury, p. 215.
228. ↑  Davis, pp. 146-152.
229. ↑  Dyer, p. 4; Coss, p. 81.
230. ↑   Prof. David Crouch, Review of King Stephen, review no. 1038, in Reviews in History.
231. ↑  Kadish, p. 40.
232. ↑  White (2000), pp. 14-15; Hollister, pp. 51-54.
233. ↑  White (2000), p. 12; Carpenter, p. 176; King (1994), p. 1.
234. ↑   Luca Dondoni, I Pilastri secondo Ridley Scott, in La Stampa, 15 settembre 2010.
235. 1 2  (EN) Full Cast & Crew de I Pilastri della Terra, su IMDb.
236. ↑   “La bara d’argento” di Ellis Peters – Recensione, su labibliotecadidaniela.wordpress.com.
237. ↑  (EN) Gillian Brockell, “‘House of the Dragon’ is based on this real medieval civil war, in The Washington Post, 4 settembre 2022.